# Estrategia militar

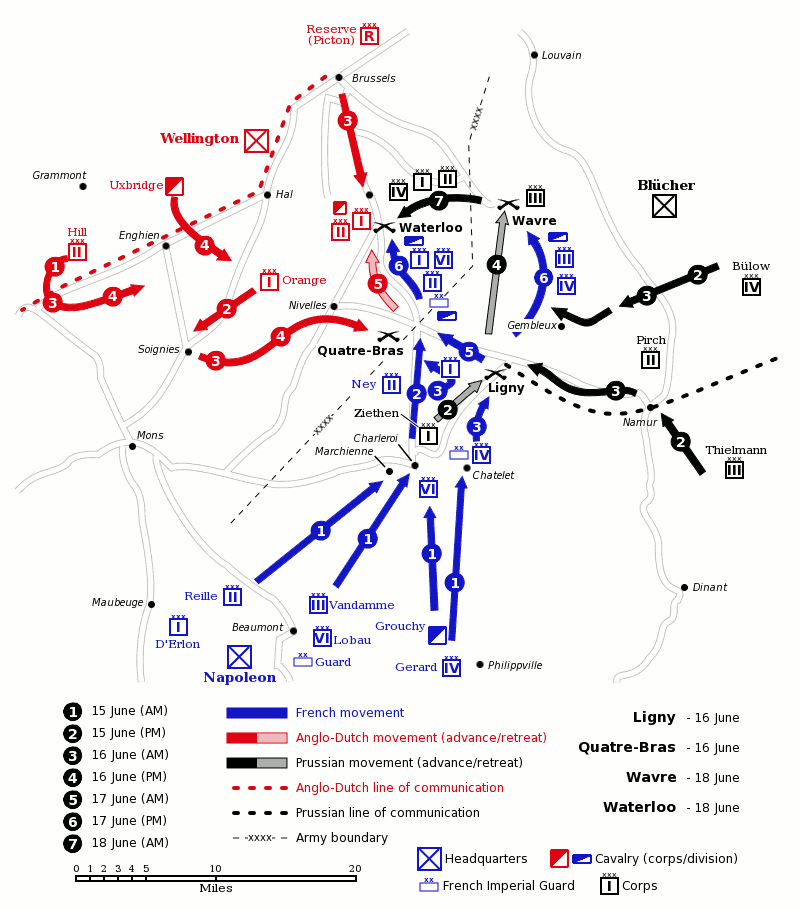
Mapa donde se muestra el planteamiento estratégico de
esta la campaña de Waterloo

La estrategia militar (estrategia, del griego stratigos o strategos, στρατηγός, pl. στρατηγοί; en griego dórico: στραταγός, stratagos; literalmente significa: «jefe del ejército») es el planteamiento general utilizado por las organizaciones militares para intentar alcanzar los objetivos fijados.
La estrategia militar se ocupa del planeamiento y dirección de las campañas bélicas, así como del movimiento y disposición estratégica de las fuerzas armadas. El padre de la estrategia militar moderna, Carl von Clausewitz, la definía como "el empleo de las batallas para conseguir el fin de la guerra". De esta manera, daba prioridad a los objetivos políticos sobre los objetivos militares, apoyando el control civil sobre los asuntos militares.
«El general (strategos) debe estar seguro de poder explotar la situación en su provecho, según lo exijan las circunstancias. No está vinculado a procedimientos determinados.» Capítulo VIII versículo 9 de El arte de la guerra de Sun Tzu.
En las guerras convencionales tiene por objeto dirigir las tropas en el teatro de operaciones hasta llevarlas al campo de batalla. Es una de las tres facetas del arte de la guerra, las otras dos serían la táctica militar, que consiste en la correcta ejecución de los planes militares y las maniobras de las fuerzas de combate en la batalla. El tercer componente sería la logística militar, destinada a mantener el ejército y asegurar su disponibilidad y capacidad combativa.
La estrategia es la esencia misma del arte de la guerra, es una pauta que guía a la brutalidad por los arduos caminos que conducen a los éxitos concluyentes, la luz que alumbra las obscuridades del teatro de operaciones, velada siempre por la duda perenne de lo que pretende, de lo que intenta, de lo que hace el enemigo, y de los medios que posee para verificarlos, y la estrategia resulta tanto más complicada cuando más complicados son los medios de guerra, y es preciso lograr como principal propósito la ruina de la fuerza enemiga, y el modo de alcanzar dicho empeño entra en los dominios de la táctica, y pertenece al estado mayor la ciencia de la táctica sublime.
La táctica es el conjunto de reglas a que se ajustan en su ejecución las operaciones militares, y la concepción de un plan es el objeto de la estrategia,  y el empleo de las tropas ventajosamente ante el adversario ya en la ofensiva ya en la defensiva es el objeto de la táctica, y lo difícil es concebir claramente esta, ya que si han de ser un conjunto reglas es para constituir un cuerpo de doctrina, pero lo cierto es que no hay reglas para vencer y es imposible considerar la táctica como un método positivo para alcanzar el fin que se propone, y solo es posible para muchos constituir la táctica como reunión de diversas reglas y elementos que la realidad del combate utiliza de mil modos diferentes, y quizá sin adecuarse a la pauta formulada por la teoría.
En la estrategia tiene que procurarse que el esfuerzo se efectúe conminando o intimidando en lo posible las comunicaciones del enemigo, sin exponer las propias, y se da el nombre de combinaciones estratégicas al conjunto de movimientos que debe ejecutar el ejército para lograr el objetivo propuesto, subordinadas al carácter que tenga la guerra, que pueden ser ofensivas, defensivas o mixtas.
Hay otra parte del arte militar que se halla de manera intrínseca engarzada con la estrategia, y nos referimos a la política de la guerra, que delimita los casos en que ésta es forzosa o ineludible, la zona del teatro de operaciones que debe optarse para llevarla a cabo, y examinar o tantear la indagación de alianzas y neutralidades, y tratar de arrebatárselas al enemigo, y continua desplegando un papel significativo durante la contienda pues procura conservar las alianzas o romper las que haya contraído el enemigo, interviniendo en los armisticios, fijando las condiciones en que ambos beligerantes deben subordinarse, y prepara y discute los tratados de paz a fin de sacar el mayor provecho de la victoria o atenuar las consecuencias de la derrota.
La estrategia determina el lugar donde debe emplearse la fuerza militar en el combate, el tiempo en que esta será utilizada y la magnitud que tendrá que adquirir. Esa triple determinación asume una influencia fundamental en el resultado del encuentro

## Estrategia y táctica: conceptos
En el arte de la guerra para lograr el fin primario de derrotar al enemigo, hacen falta muchos medios cada uno de ellos fundamental: sin armas no hay guerra posible, sin medios de supervivencia no pueden subsistir las tropas, multiplicando el número de las cosas necesarias para alcanzar la victoria, siendo no menos cierto que desde el punto de vista exclusivo del arte militar, para obtener el triunfo es preciso combinar y ejecutar un plan de guerra acertado de estrategia militar, y como consecuencia de este plan chocar en favorables condiciones con el adversario y destruir sus fuerzas de resistencia.
La noción del citado propósito, el arte de guiar las tropas hasta conducirlas en situaciones provechosas hasta el campo de batalla es el objeto de la estrategia militar, y el de usarlas meritoriamente contra el adversario, ya en ofensiva ya en defensiva, es el objeto de la táctica militar, aun habiendo tratadistas militares que admiten definir los límites de los campos de la acción de la estrategia y de la táctica, confundiendo ambos conceptos, siendo la táctica quien ejecuta los planes que proyecta la estrategia, y si la lucha es absolutamente trascendental en la guerra, a todas las sublimidades de la estrategia se superpondrá perpetuamente la dispar realidad de la táctica que muda con las armas y con los varios elementos de la guerra, siendo lo más complejo la táctica aplicada, por ser tan variables las circunstancias de la lucha, no debiendo pretender la táctica de manera dogmática caer en el escollo de prever todos los casos, y aunque debe discutir, analizar, presentar todo el conjunto de los medios de guerra, debe detenerse ante el precepto escueto.

## Estrategia en la Europa Antigua

### Antigüedad
En la Antigüedad los pueblos fueron guerreros e incluso los de costumbres pacíficas se veían obligados a empuñar las armas para defenderse de otros más belicosos que, guiados por las ansias de botín o de dominación. los invadían y subyugaban: el agresor, que naturalmente era el más fuerte, procuraba sorprender con marchas y movimientos rápidos al que lo era menos, o que era más confiado, siendo que estos últimos se hallaban desapercibidos para el combate.
El arte militar pasó de Asia a Europa pasando por Grecia, siguió en este país sus progresos naturales, transfiriéndose a Italia, perfeccionándose en Roma junto con las artes y las ciencias, para decaer después con ellas bajo el dominio de los pueblos bárbaros del norte y volver a renacer en los siglos posteriores a la restauración de las artes.
En los gobiernos republicanos de Europa, Atenas, Esparta y Roma es donde el arte militar se desarrolló, y aunque estuviesen lejos de ser repúblicas perfectas, adquirieron a pesar de todo una superioridad, debiendo al arte y al ingenio el mérito de resistir a fuerzas enormes con menos tropas o la de sujetar muchos reinos por lentos progresos de una guerra continuada.
En la remota antigüedad fue ya la infantería el cuerpo principal, el nervio y la esencia de los ejércitos, y por medio de ella vencieron las naciones conquistadoras: la falange macedónica arruinó al imperio persa, la legión romana destruyó la falange griega y conquistó una gran parte del mundo, y posteriormente, sin embargo, con la decadencia de la milicia romana se desplomó el Imperio.
La primera guerra de los tiempos heroicos en que aparecen operaciones militares un tanto regulares y dotadas de cierto orden es la Expedición contra Tebas, un pensamiento establecido al cual se debían uniformar las operaciones, una constancia superior al ímpetu y un valor que sabe esperar y sufrir los reveses de la fortuna.
Así se manifestarán también en Troya, donde no se puede ver más que la infancia del arte —la ciudad amurallada, Troya, y el campo atrincherado ofensivo de los griegos—, descubriéndose aun así ciertos elementos de orden.
La fuerza y la división de la falange, organización y orden táctico de los griegos, fue en cada estado de Grecia acomodada al número de tropas y la índole de la organización política. Lo que era común a todas las falanges griegas era la aplicación de la geometría al arte de combatir y la embestida y pelea en masas indivisibles, la táctica, apareciendo las evoluciones calculadas y simultáneas, y el arte de la guerra se modificó y empezó la estrategia y táctica particular.
La segunda y más grandiosa experiencia que los griegos tuvieron que hacer de sus fuerzas y que contribuyó más al sentimiento de nación común fue las Guerras Médicas, que les permitió conocer las técnicas de combate de los Asiáticos.
Ciro de Persia reputaba el buen orden de un ejército como el de una familia y ordenaba bien las tribus de guerra. A sus órdenes de formación cuando marchaba hacia el enemigo debió gran parte la fortuna que le acompañó en sus expediciones, y se considera un valioso monumento del arte militar más remoto la batalla que tuvo contra el poderoso Creso, Timbria, la Frigia, que decidió el Imperio de Asia.
En las Guerras del Peloponeso participó Tucídides, que escribió la historia de las citadas guerras asociando las reglas y las aplicaciones de la táctica y de la política.
Jenofonte dirigió y describió la retirada de los Diez Mil, y se le deben algunos tratados especiales de táctica y muchas noticias que esparció en su novela histórica Ciropedia.
En el enfrentamiento entre Tebas y Esparta en el siglo IV a. C. se dio ejemplo instructivo en la batalla de Leuctra por las inteligentes disposiciones puestas en práctica por Epaminondas, creador del orden oblicuo, que le había valido victoria memorable, empleado el citado orden por segunda vez en la batalla de Mantinea.
Estas guerras mejoraron el arte militar de los Griegos, pero su perfección es necesario buscarla en los tiempos de Filipo y Alejandro Magno, principalmente en el ejército macedónico.
El arte militar hizo ya grandes progresos en esta época ya que de chocar y pelear en todo lo largo de la línea de batalla y el valor individual, se llega hasta a elegir el terreno más conveniente a la clase de combate y especie de tropas y se toman disposiciones, y la victoria se hace ya dependiente más de las oportunas y sabias disposiciones estratégicas que del valor individual y colectivo.
Los países por donde Alejandro Magno condujo su ejército no fueron un mero tránsito de sus tropas derrotando a los enemigos que se le presentaban, sino que en sus expediciones tomó y construyó fortalezas, dejó guarniciones y nombró sátrapas que gobernaban cada región, quedando afirmada su dominación, y sus conquistas y sus relaciones mercantiles que algunos de sus sucesores, especialmente los Ptolomeos de Egipto, sostuvieron con la India, dieron a conocer el Ganges, la remota ciudad de Tina y la isla de Thapobana (Ceilán)
Muerto Alejandro Magno, su vasto Imperio se dividió y subdividió entre muchos de sus generales y la Macedonia quedó como estado independiente hasta que en tiempo del rey Perseo la famosa falange griega fue rota por las legiones romanas de Paulo Emilio, a quien por este hecho le dieron el sobrenombre de El Macedonio.
Entre los griegos fue la falange la que constituyó la ordenanza de la infantería y esta gran unidad táctica formaba una masa compacta, profunda y cerrada en la que el "syntagma" era el elemento más manejable y consistente, batallón formado de 16 hombres de fondo por 16 de frente, y esta unidad llena y cerrada podía tanto doblarse como reducirse a cuatro hombres de fondo, maniobra que se empleaba para extender la línea.
Cuando el antes citado Alejandro había llegado al apogeo de su gloria ya existía la formidable República romana, que se había hecho poderosa desde la batalla de Zama dada por dos grandes estrategas, Aníbal y Escipión el Africano, quien recibió este sobrenombre por su victoria.
En la batalla de Cannas, descrita por Polibio, se evidencian los grandes talentos de Aníbal, y la representación de la batalla es explicada por Quintus Icillius en su obra Memorias militares sobre los griegos y los romanos, y aunque los cartagineses hubiesen adoptado el orden profundo de los griegos, sus batallas no se parecen en nada a las de Epaminondas y de Alejandro Magno, debiendo Aníbal casi todas sus victorias al empleo de dos maniobras: una servirse de su superior caballería para rodear o cortar las alas de su enemigo, y la otra consistente en aprovecharse de los accidentes para ocultar una parte de sus fuerzas, que durante la acción venían a caer sobre la retaguardia del enemigo que él batía de frente.
En la citada batalla de Zama, el general romano Escipión el Africano, en lugar de ordenar sus legiones como de costumbre colocó las compañías de preferencia en cuadro a retaguardia de los asteros y desplegó las filas de los triarios para darles un frente igual y separadas las líneas a tres o cuatro pasos de distancia las unas de las otras, y el orden de batalla se halló formado por una serie de columnas por manípulos equidistantes; variación realizada por la necesidad de dejar pasos rectos y capaces a los elefantes de los cartagineses que habían de ser lanzados contra la línea. El orden citado que adoptó en columna Escipión, no solamente era oportuno para hacer frente a los elefantes sino también la mejor disposición para atacar después de haber desalojado a aquellos animales, una manera nueva de presentarse a sus enemigos, lo que no podía dejar de sorprenderles. 
La legión romana era un cuerpo espaciado, móvil y maniobrable, ofreciendo sus intervalos la ventaja de la continuación de los esfuerzos por los pasos de línea y formaba en tres líneas de asteros, príncipes y triarios, a treinta toesas de distancia entre sí, y por medio de los intervalos se proporcionaban el continuo ataque y el recíproco socorro.
La legión se dividía o descomponía bajo el aspecto táctico y orgánico en pequeñas tropas o trozos con los nombres de centurias, manípulos, etc. y el mérito principal de la maniobra legionaria era su capacidad de restablecer tres veces el combate, viniendo los hastarios a restablecerse a los intervalos de los príncipes y en estos, a su vez, en los de los triarios, ó a la inversa, avanzando y encajonándose unos en otros entre los manípulos formando línea llena, orden flexible, extenso y escalonado, que ofrecía de suyo tres tentativas de fortuna.
El arte de los sitios, mejorado primero por los rodios y por los cartagineses, fue llevado a su esplendor por Dionisio, Filipo y Alejandro y más tarde por Demetrio Poliocertes y los Ptolomeos; y Poliorcetes introdujo grandes novedades en el arte militar aplicando la ciencia de su tiempo a las máquinas de guerra y estableció almacenes y arsenales.
Anteriormente a las guerras púnicas, el examen de las tres batallas que sostuvo Roma en las Guerras Pírricas prueba la razón que tuvo Polibio al decir que cuando la irrupción de Pirro de Epiro, los romanos por sus guerras contra los galos y samnitas habían llegado a perfeccionar mucho el arte militar, y los vencedores aprendieron de los campos de Pirro a alienar sus tiendas y a separarlas por pequeñas calles y a observar un orden militar que solo los griegos conocían hasta entonces y se ve por este tiempo órdenes de batallas bien razonadas, diversiones bien combinadas y el uso de reservas.
La Iliria, país dilatado de las costas del Mar Adriático, tenía diversos soberanos, pero la más poderosa era la reina Teuta, viuda de Argón, que como regente gobernadora se hizo dueña del Peloponeso, también de la Fenicia y dio orden a sus piratas que apresasen todas las embarcaciones romanas. La república romana resolvió un plan estratégico consistente en que sus cónsules Lucio Postumio Albino y Cneo Fulvio Centumalo se embarcasen para la Iliria y atacasen en combinación, por mar con su flota Fulvio, compuesta de 200 galeras y por tierra el ejército de Postumio. Tras ser derrotada, la reina Teuta se retiró a Rhizon, villa fuerte situada en un pequeño golfo del mar Adriático.
A pesar de que la guerra romana es característica de invasión, iniciativa, actividad, sorpresa y tino, hay ejemplos de cálculo retardado y victoriosa lentitud como Fabio con su estrategia hábil y prudente, defensa ardidosa y sistemática de esquivar batallas y abrumar con maniobras y estratagemas al ejército de Aníbal para ganar tiempo.
El ordenamiento de los romanos era ajustado a sus miras particulares y a su constitución política, y en ocasiones adoptaban las armas y los usos de las mismas naciones que vencían si mejoraban su organización político-militar, llegando a adquirir una preponderancia por mucho tiempo sobre los demás pueblos en toda clase de ciencias y artes y por consiguiente en el de la guerra.
El arte militar romano tiene una vocación de universalidad y permanencia que falta al griego, más circunscrito, siempre especial, local,  y favorecía la audacia y la ambicionada rapidez de las empresas de los romanos lo pequeño de su ejército consular, su severa disciplina y su fácil manejo.
Los romanos hicieron al patriotismo base de su severa disciplina y la sostuvieron con el castigo y el rigor por un lado, y con el honor y la recompensa lucrativa por otro. Unidas en su mente las dos ideas de patria y Dios, el juramento militar romano no era vana fórmula de disciplina, sino la consagración absoluta a los dioses que velaban por la patria, y con tal elevación de pensamientos inútiles eran los códigos y reglamentos ya que la distancia jerárquica se establecía por sí misma, la insubordinación podía mirarse como muy poco probable, el cumplimiento del deber se convertía en costumbre y el jefe, desembarazado y temido, podía con toda holgura imprimir a su capricho el movimiento a la maquinaria legionaria, seguro del juego perfecto de todos sus engranajes.
Salustio describe militarmente la guerra de Yugurta y expone con claridad el orden oblicuo empleado en la batalla dada a orillas del Mutul  entre aquel númida y Metelo.
La guerra de Yugurta es la última época en que se hallan las legiones formadas por clases, ya que luego se las ve formadas por cohortes, y no se formaron al principio más que en dos líneas como se ve en el orden de batalla de Catilina contra Petreyo, y posteriormente César, Pompeyo el Grande y todos los buenos generales volvieron pronto al uso de formarse sobre tres líneas.
Con las reformas de Mario se reunieron en uno los tres manípulos de hastarios, príncipes y triarios, se extinguió la distinción de todas las clases y se formó la verdadera cohorte que vino a ser por fin la subdivisión única, la verdadera unidad táctica y orgánica de la legión, batallón de 500 a 600 individuos divididos en seis centurias, con fuerza bastante para no necesitar reunirse a otros elementos semejantes a ella.
En Hispania sobresalen como líderes militares el proscrito Sertorio que fatigaba con prontas e improvisadas marchas a los soldados romanos, cortándoles los suministros, acampando con habilidad y ventaja, no aventurándose con presentar batalla alguna sin estar muy seguro de ganarla, o el célebre jefe de los lusitanos Viriato, organizando un ejército, el cual, con sus correrías, acciones parciales y retiradas hábiles desconcertaba a los romanos, para finalmente refugiarse en las montañas y con la guerra de partidas supo hacerse tan temible que Quinto Servilio Cepión acudió al artificio y a la traición para terminar con su vida.
Los romanos se instruyeron de estrategia en las guerras púnicas y gran maestría estratégica manifiesta Mario contra los Cimbros y Teutones, Sila en el Asia y sobre todo Cayo Julio César en las Galias, donde acampado siempre entre enemigos, se ejercitó para triunfar en la guerra civil romana y someter a la aristocracia, y sus Comentarios son la más importante de las obras militares antiguas, requiriéndose no obstante para su entendimiento conocer las instituciones militares y políticas de los romanos.
Según un oficial y tratadista militar de Prusia del siglo XIX, Ciriacy, la constante iniciativa de César, su imprevista aparición, su vista de águila para utilizar en la defensiva las faltas del enemigo, contribuían para hacer brotar del desastre la victoria.
Con el auxilio de las naves originarias de Liburnia, Dalmacia, liburnas, venció Octavio a Marco Antonio en la batalla de Actium y desde entonces se les dio preferencia en las Armadas de Roma, construidas con las maderas del ciprés y del pino larice y el abeto y con clavazón de cobre con preferencia a la de hierro, y las mayores llevaban de avanzada una falúa de cuarenta remos para hacer la descubierta, sorprender las naves enemigas, avisar de su derrota y de sus intenciones.
Tito Livio es el más poeta entre los historiadores y Flavio Josefo escribió sobre la guerra en Judea, refiriéndose acerca de la táctica y la poliorcética de los romanos en tiempo de los emperadores.
El platónico Onosandro trata el arte militar desde un punto de vista filosófico, aprendiéndose de su obra la parte moral y la observación del proceder humano aplicado a la guerra.
Frontino dejó escritos una colección de planes de batalla y ardides de guerra, y lo mismo Polieno.
Amage, reina de los antiguos sarmatas que habitaban las costas del Ponto Euxino, estableció en las fronteras de su reino guarniciones de tropas, venció y rechazó a los enemigos que le invadieron y no negó socorros a los príncipes vecinos cuando solicitaron su auxilio.
Tácito estudió más bien la conducta humana que las vicisitudes exteriores, aunque son fecundísimos en instrucción los relatos de las campañas de Germánico, de Corbulón,  de Vespasiano, de Tito, etc.
Boadicea, mujer de Prasutagus, rey de los icenos, tras derrotar sucesivas veces a los romanos, acudió a su encuentro el ejército de Suetonio, que se arriesgó a dar una batalla a pesar de la desigualdad del número de combatientes y confiando en la táctica y disciplina de las legiones.
Arriano escribió tratados de los más importantes entre los antiguos sobre la ciencia de la guerra y nos revela en la expedición de Alejandro Magno las particularidades de las operaciones estratégicas.
Eliano, como en tiempos de Alejandro Severo quien armó a sus soldados con corazas y yelmos a la griega y largas lanzas formando una gran falange de seis legiones, se volvió a dar preferencia al arte griego, escribió un tratado sobre la Táctica de los Griegos.
Durante el Bajo Imperio romano, cuando Vegecio escribía de arte militar, este yacía casi olvidado, y en vano Trajano vencedor de los dacios y partos, en vano Adriano restaurador de la disciplina, en vano Septimio Severo dominador de los bretones, trataron de conservar las antiguas tradiciones, estas se perdieron bajo Caracalla y sus sucesores, despreciando los soldados el ejercicio del cuerpo y hasta abandonaron las armas defensivas, cuyo peso les era ya insoportable.
Vegecio compuso por mandato de Valentiniano II un tratado de arte militar, la obra más completa que del asunto y de los antiguos ha llegado hasta nosotros: sin ser guerrero se mostró hábil escritor, tomando lo que le faltaba en cuanto a experiencia de obras de Catón, Cornelio y algunos otros, las cuales no han llegado a nuestros días; cuando escribió Vegecio constaba la legión romana de 6100 infantes y 726 caballos, cuyo número, nunca era menor y algunas veces se aumentaba, mas su composición era ya diferente de la del tiempo de la República, pues se habían suprimido los manípulos, y hecho otras variaciones, como se puede leer en el capítulo 6 de sus «Instituciones militares», del libro 2º.
Zenobia, reina de Palmira, tras ser vencida dos veces por Aureliano, se retiró a Palmira, que fue sitiada por los romanos. Esta reina, que había capitaneado ella misma sus ejércitos, infundió aliento a los sitiados y se defendió como gran capitana.
Sedujo a los emperadores la comodidad de hallar siempre entre los germanos individuos dispuestos a servir con un salario, y compuestos ya los ejércitos romanos de tropas mercenarias, enervados con los vicios, desmoralización y reducciones, dignos instrumentos de los caprichos del Jefe del Imperio, que frecuentemente era víctima del furor de sus soldados (Anarquía del siglo III), las naciones bárbaras que los romanos habían vencido anteriormente, les vencieron a su vez después de varias tentativas de invasión, y derribando un Imperio del que ya no tenía de grande más que el nombre.
La idea de un poder centralizado fue dejado en herencia por Roma y los pueblos bárbaros no pudieron nunca igualarla, debiéndose a la citada herencia el renacimiento de un imperio cristiano en tiempos de Carlomagno.

### Atenas: estrategos
Los griegos sobresalieron en la táctica y los romanos en la estrategia, y Atenas nombraba todos los años por elección sus diez estrategos o generales en jefe, uno por cada tribu, y se caracterizaban por lo siguiente:
- Ser iguales en categoría.
- Se turnaban diariamente en el mando.
- A veces una batalla se adelantaba o atrasaba por intrigas del estratego que quería llevarse la gloria. Para evitar esto se decidió dejar en la capital 9 estrategos, cuando se ponía en pie solamente un ejército.

### Esparta
En Esparta el polemarca, en general en Grecia, jefe de un cuerpo de ejército, era jefe de una mora, y tenían los lacedemonios poca marina, no tenían ciudades muradas, dormían en campaña armados y los soldados al compás del himno de Castor, acometían al enemigo con denuedo, y no perseguían al enemigo hasta ver asegurada la victoria.

### Roma
En la antigua Roma stratiotes o stratioticus significaba soldado y stratiotica pecunia, caja o erario militar, y en Roma la milicia no era una institución independiente sino que con todo lo demás era la Administración, era el Estado, era Roma y el resultado de esa milicia era su ejército activo y el instrumento de Roma era la legión, cuerpo de tropas con fuerza muy variable en los tiempos, y se fue incubando desde los primeros tiempos en Roma una predisposición a la guerra metódica.
La legión romana que era más movible que la falange griega, facilitaba la conclusión de grandes empresas militares que exigían maniobras a larga distancia y en terreno desigual, y los campamentos de los romanos en las fronteras o en el seno en las provincias conquistadas atestiguan que sabían elegir los puntos estratégicos: Para salir victorioso de las batallas se han de meditar de antemano los preceptos del arte, para pelear según ellos y no fiarse del acaso (Vegecio).
La milicia romana tiene tres periodos históricos, el que comprende desde la fundación de la Monarquía hasta las reformas de Mario, el de los emperadores y el bizantino, y dentro de cada uno de ellos con multitud de reformas administrativas, orgánicas y tácticas que impiden caracterizar de forma satisfactoria los grados y sus funciones, y alguno de esos grados en la legión eran los siguientes:
- Pretor
- Cónsul
- Tribuno
- Centurión
- Decurión
- Quincurión

Si entre los griegos al jefe supremo de las tropas se le llamó estratego, entre los romanos lo siguiente: cónsul, maestro de la milicia, dictador, imperator, y más tarde conde y duque.

### Godos
A las legiones de los romanos les sucedió una milicia compuesta de propietarios, de Godos que habían llegado a serlo, la cual formó el lazo entre lo romano y lo feudal, soldados que vivían del producto de sus tierras, pero pagaban tributos como los romanos y los feudales al contrario no tenían ninguna carga pero tenían que ir sin paga, fundando los Godos su organización militar en la jerarquía nobiliaria y el sistema decimal y la nobleza se dividía en varias jerarquías (duques, condes, gardingos,..).
Los godos se armaban a expensas propias, y el que no podía hacerlo era equipado por el Estado y el prefecto del pretorio estaba encargado de proveer al ejército, y sabían fortificar plazas y conocían las máquinas de batirlas.
Teodorico defendió las fronteras construyendo fortalezas y presidios y creó una marina de naves de guerra llamadas dromones, galeras pequeñas, y posteriormente Totila creó otra.

### Bizancio
En el Imperio bizantino strategium hacía referencia al cuartel de tropas imperiales en Constantinopla, y algún general destacado que brilló con luz propia Belisario, aunque entorpecido en sus empresas por la escasez de los medios que le suministraban y por los caprichos de una Corte intrigante.
La infantería bizantina solo tenía un orden mixto, tomado de la falange y de la legión que no producía ningún de los grandes efectos de los dos métodos, uno fundado en su peso y otro en su flexibilidad, y su caballería era inferior al de los persas y bárbaros, y el fuego griego lo emplearon contra el valor de los sarracenos y francos:
- El mayor poder de los sarracenos estaba en el valor físico, en su agilidad individual para manejar armas arrojándolas y en la facilidad como guiaban los caballos, inferiores en máquinas de guerra
- Los francos formaron una sociedad entera guerrera y de aquí resulta que los combatientes tenían una gran intrepidez
- Los godos, entre los bárbaros,  eran los más adelantados en la disposición de las tropas, los vándalos descollaban en el manejo de la espada, los hunos eran arqueros temibles, los suevos eran buenos infantes, en los alanos despuntaban los soldados pesados y en los hérulos los soldados ligeros

La guerra entre los godos y los generales bizantinos Belisario y Narsés presenta por ambas partes gran habilidad estratégica y táctica, y según Procopio, obtuvo Belisario gran parte de sus victorias porque la caballería de los Godos combatían siempre de cerca al luchar con espada corta y lanza.

### Paralelo entre la falange y la legión
- La falange macedonia, grueso batallón cuadrado no podía moverse sino de una vez, y el ejército romano estaba más dispuesto y más alerta a todo género de movimientos
- Los romanos aprendieron bien el arte de dividir los ejércitos en muchos batallones y escuadrones y el de formar el cuerpo de reserva para ayudar en el avance o para sostener en la defensa cuando vacilaba una parte del ejército.
- La falange macedonia era terrible cuando se iba al choque, aunque necesitaba lugares propios para su solidez y consistencia, y no teniéndolos se rompía por su propio movimiento y estando una vez dividida no tenía forma de volver a reunirse.
- La legión se dividía como ya se ha dicho en diversos cuerpos y se servía de todos los lugares y se separaba como quería, propio para destacamentos, para todo tipo de conversiones y evoluciones, y por tanto tenía más diversidad de movimientos y por consiguiente más acción que la falange.
- Los romanos consideraban la disciplina fundamento de su Imperio y no buscaban batallas arriesgadas sin necesidad, ni victorias en la que perdieran muchos soldados, y en su historia, a veces se hace referencia, de cohortes muy considerables integradas sin duda por tropas escogidas, con rumbo a determinadas expediciones

## Estrategia en la Edad Media europea

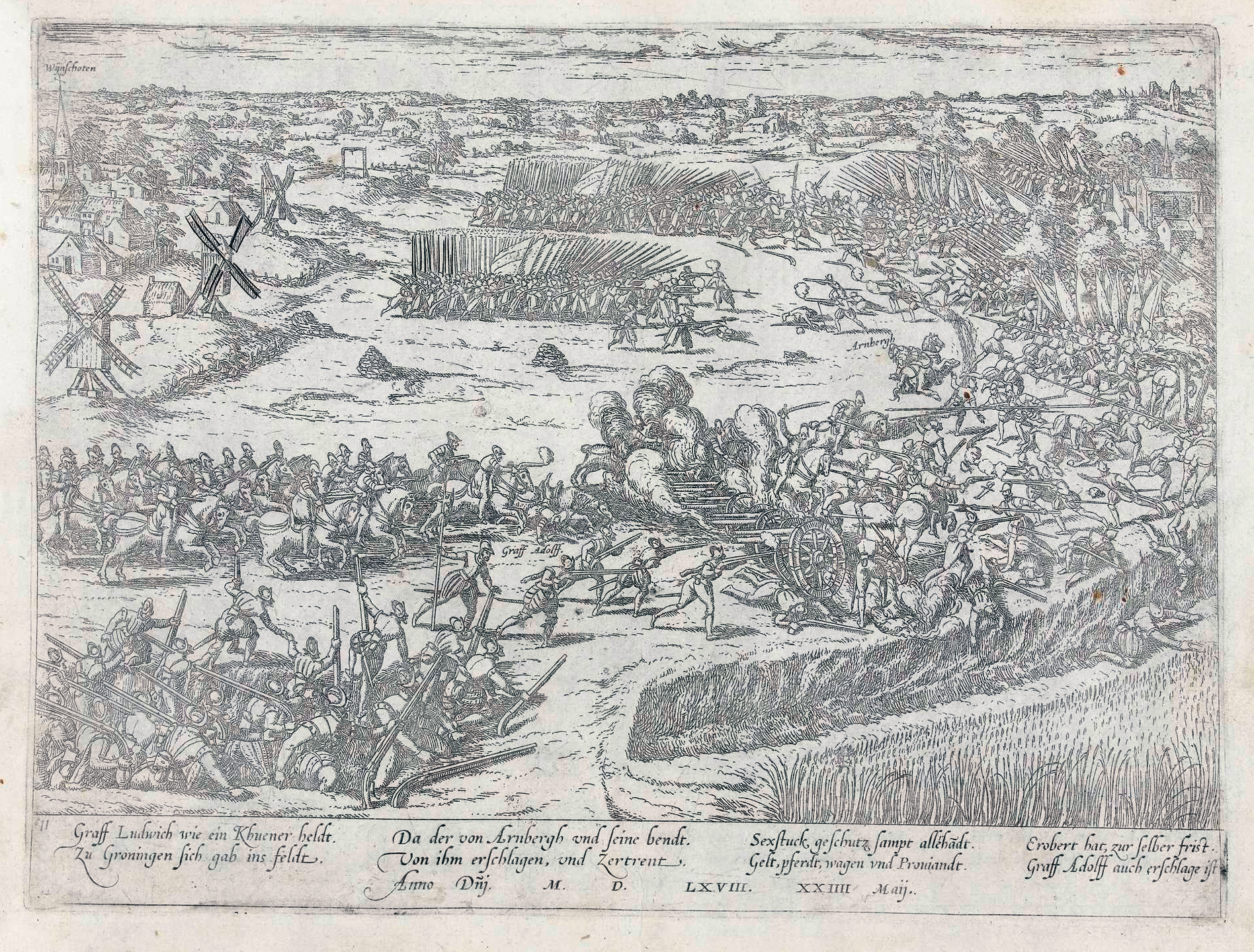
Imagen donde se muestra gráficamente el como eran las guerras en la edad media, con una estrategia a la defensiva con el medio de trincheras

Carlomagno legitimó el dominio de los Bárbaros adhiriéndolos al territorio y cuando hubo un emperador de Occidente, Carlomagno, la cristiandad convertida en una vasta monarquía, venerando los príncipes como superior a aquel y tratado por los de otros credos como jefe de los creyentes, cesaron de ser considerados como usurpadores de los derechos del emperador de Oriente, y con solo sentarse un rey de los Bárbaros en el trono de los Césares, quedaban aquellos asociados a la nación romana, pues los vencedores y vencidos no tuvieron más que un solo jefe, y desde entonces puede decirse que la organización feudal recibió su organización, aquella escala de poderes superiores los unos a los otros, con la única fuente de autoridad Dios y del Pontífice su representante, fallando como árbitro en las discusiones de los Príncipes entre sí y con sus pueblos, y que podía aducir a los desastres de la guerra el remedio posteriormente utilizado en Europa de los protocolos de la diplomacia.
En la Edad Media feudal como no había ejércitos organizados no había castros y el castillo tuvo por mucho tiempo gran importancia militar , ya que para rechazar a normandos, sarracenos, húngaros, etc., los pueblos atacados levantaban muros y torres y bien pronto los señores feudales aprendieron que aquellas fortalezas podían servir a sus planes y los multiplicaron e iglesias y conventos se fortificaron también y podían darse choques fortuitos o calculados de vecino con vecino, guerra de asedio y de desgaste, y en los peligros comunes los señores vecinos se congregaban para ponerse de acuerdo acerca de lo que cada cual ejecutaría en sus dominios y el rey era uno de los contratantes, pero sin autoridad coercitiva, únicamente propietario de los feudos por él conferidos, no un magistrado supremo ejecutor de la voluntad de una asamblea soberana. Solo quedaban los sínodos, de los cuales, como mixtos que eran, solían emanar leyes civiles.
Generalmente el feudatario escogía para su residencia una altura en medio de sus dominios y allí construía un castillo, símbolo del poder solitario e independiente, edificios de piedra maciza, con torres redondas o polígonas coronadas de almenas, y se unía a la naturaleza el arte de la guerra para hacer impracticable el acceso a los castillos, y los fosos, antemurales, empalizadas, contrafuertes diseminados en los alrededores, rastrillos, puentes levadizos estrechos y sin petriles, compuertas suspendidas de cadenas, puertas subterráneas, trampas, en fin, todo aquel sistema de defensa y emboscadas, buscaba atemorizar a los que tratasen de atacarles o sorprenderlos, y cuando se oía el sonido de la campana de la atalaya cundía inmediatamente la voz de alerta y corrían a las troneras, a las almenas, a las barbacanas, se alzaban los puentes, se bajaban los rastrillos y empezaba la lucha.
El feudalismo, fraccionando los ejércitos en pequeños grupos, divididos según la importancia del feudo y vestidos, armados e instruidos de diferente manera, quitaba la posibilidad de los esfuerzos combinados con un objeto común, y la caballería constituía la principal fuerza de las batallas y a ella se dedicaban los nobles, protegidos por su armadura, "concha impenetrable", desafiando los tiros de los arqueros y las picas de la infantería.
En la Edad Media aparece la guerra señorial, ya que no hubo señor sin tierra y tierra sin señor y admitida esta forma de propiedad se extendió y generalizó y todo se hizo feudal y el señorío personal, real y jurisdiccional se denominó feudo y el que lo otorgaba se llamaba senior o señor, el que lo recibía junior o miles, como obligado al servicio militar, al que lo recibía directamente vasallo y los sub-beneficiados valbasores, y cada individuo era al mismo tiempo señor y ligio o vasallo, y podía ser vasallo en una tierra y soberano en las demás, y cuando toda propiedad llegó a convertirse en feudo o subfeudo, cada duque, conde, etc., fue considerado como señor de su tierra y podía tomar venganza por las ofensas recibidas, ya fuera el rey, ya fuera un noble, derecho llamado del puño que originó numerosas guerras parciales entre uno o varios nobles y el rey o de señor a señor, y como el vulgo dependía del capricho de los señores, las guerras asolaban las campiñas y los tugurios del villano.
Las guerras privadas tuvieron gran importancia y general uso ocupando sus reglamentos distinguido lugar en la legislación de aquella época, y solo competía a los nobles y caballeros, pues la reyerta entre los siervos, villanos y hombres libres de un orden inferior a los nobles estaban sometidos a los tribunales de justicia requiriendo la guerra privada igualdad de nobleza o condición, y el clero reclamaba por su parte y ejercía el derecho de guerra personal y eran suplidos los clérigos por los vidames o advocati elegidos por los varios monasterios u obispados, hombres distinguidos por su nacimiento y reputación, que los defendían y combatían en su lugar, aunque en ocasiones eclesiásticos de noble familia llenos de las belicosas ideas de su tiempo olvidaban su misión de paz y cuerpo a cuerpo combatían en el campo de batalla a la cabeza de sus vasallos. 
Al lado de la vida del castillo, donde estaban los señores en medio de sus guerreros, aparecieron las milicias comunales, reacción de los peones contra los caballeros, del hombre libre contra el tirano, y en el momento del peligro se tocaba la campana del Común, se anunciaba la reunión para tal día, llevando cada uno sus armas y así marchaban contra el enemigo, concluyendo la campaña del año en una o dos batallas.
Los plebeyos y villanos que veían preciso defender su libertad contra la caballería o milicia que servía a caballo, despreciativa de la infantería, debieron comprender la necesidad de obrar al revés que el feudalismo, de dar preferencia a la multitud que a la fuerza individual e impulsados los suizos por esta necesidad, uno de los pueblos menos caballerescos en donde se consideraba honrosa la infantería, adoptaron el uso de las lanzas por medio de las cuales formados en gruesos cuerpos no dejaban que los desordenase la caballería enemiga, al paso que ellos iban destruyendo el ejército de sus adversarios, venciendo en las batallas de que dependía su independencia y luego a Carlos el Temerario, devolviendo esos triunfos su importancia al combatiente a pie y a la lanza, arma temida por la milicia feudal y los caballos, marchando en columnas apiñadas como una muralla impenetrable, perfeccionando posteriormente la disciplina suiza por los españoles, formando una infantería que fue el terror de Europa, los tercios.
Con el paso del tiempo, en tanto volvieron a reunirse los feudos y aquella separación política a juntarse y formar cuerpos mayores, condes, duques, príncipes, repúblicas y reinos cesaron las guerras privadas y empezaron las de Estado a Estado, y como se volvió a cultivar las ocupaciones en tiempos de paz se introdujo la costumbre de tomar a sueldo personas que desde joven se entregaban al ejercicio de las armas y principiaron los mercenarios, y en el germen de los ejércitos permanentes y del progreso del arte esta el establecimiento de las citadas tropas mercenarias, como la Gran Compañía Catalana de Roger de Flor, relatados sus hechos en la Crónica de Ramón Muntaner o las compañías de Sforza, Gattamelata, Braccio, Piccino, Del Verne y otros, los cuales muestran estrategia en sus movimientos, siendo muy notable la guerra de Gattamelata y Piccino a orillas del lago Garda entre los Visconti y Venecia.
Los hijos de los renombrados  númidas y mauritanos, y de los impetuosos getulos, penetraron y ocuparon la península ibérica bajo un avezado plan estratégico para iniciar campaña ideado por su general Táriq: la caballería árabe era el principal elemento de los ejércitos del África, servida casi en su totalidad por los nobles y acreditados, que guiaban o conducían con fabulosa pericia o aptitud, sus inestimables caballos, y pasó revista el emir Musa ibn Nusair a las primeras tropas en suelo peninsular, con veinte y tantas banderas, con dos de dicho emir, la tercera insignia de Abd al-Aziz ibn Musa, y las restantes eran de los koraixitas, de los alcaides de los árabes, de los capitanes y demás gobernadores, viniendo la mayor parte de los bereberes y otras tribus de árabes nómadas sin bandera, componiendo un ejército de 18000 combatientes, que se acrecentaba cada día con gentes que del África afluían.   

Sobre la tremenda irrupción de Europa sobre Asia con las Cruzadas, decir que el entusiasmo prevaleció sobre los cálculos políticos en una Europa, que contaba tantos señores como poderes, y este levantamiento en masa de un pueblo de propietarios, este abandono de las comodidades y de los bienes para ir en busca de aventuras, sin una necesidad absoluta, eran cosas menos extrañas en tiempos en que las costumbres disponían a ello, y las primeras fueron empresas tumultuosas de devotos guiados por hombres que llevaban por única provisión su confianza en los milagros o esfuerzos parciales de una multitud de señores que mandaban a sus dependientes del mejor modo posible, sin un designio grandioso, sino que de una empresa se pasaba a otra, hasta que en las sucesivas capitaneadas las expediciones por los reyes se dispusieron planes estratégicos como la ocupación de Egipto.
En las Cruzadas, Saladino brilla por los grandes y decisivos acontecimientos a que va unido y por tener frente a si a uno de los reyes más caballerescos de aquella época Ricardo Corazón de León y Saladino humano y magnánimo siempre que se trataba de enemigos vencidos, inexorable y áspero cuando contemplaba a los Cristianos como una nación, el héroe más perfecto del Islamismo, el príncipe más caballeresco de su época.
En la batalla de Bouvines, en 27 de julio de 1214, fue dividido el ejército cruzado en centro, ala derecha y ala izquierda, distribuidos en varias líneas, con una caballería que sostuvo el rigor del choque y el conde de Boulogne, Renaud de Dammartín, formó un batallón vacío de soldados colocados en redondel y armados de picas (se cree que por primera vez se hizo uso del cuadro), cuyos frentes presentaban un terrible obstáculo a la caballería enemiga, y una abertura por donde salía para dar las cargas Renaud y entraba para tomar el aliento.
Marino Sanuto el Viejo pasó gran parte de su vida en la Romania para poder llevar a cabo científicamente el libro sobre la recuperación y conservación de Tierra Santa, presentando en 29 de septiembre de 1321 en Aviñón a Juan XXII la obra con cuatro mapas y Guido da Vigevano, médico de Juana de Borgoña, contribuyó a la expedición de Tierra Santa de 1335 con los consejos reunidos en Thesauris regis Franciae acquisitionis Terrae Sanctae.
La Iglesia, que en aquellos años tan católicos, respondía a cada necesidad de la humanidad con el milagro de una institución, concibió en su fecundo seno un cuerpo, las órdenes religiosas militares, ejércitos permanentes, verdadero cuartel en los Templos.
La expedición militar, generalmente en la Edad Media es llamada cabalgada y presuponía siempre botín como prenda de victoria, y en un curioso códice Fuero sobre el fecho de las cavalgadas escrito en pergamino en dos columnas y que fue insertado en el Memorial Histórico Español, Tom. II, se advierte el espíritu de orden y legalidad que debe presidir a toda expedición militar, en el que se regula las atribuciones de jefes, asignación de botín, regularización del pillaje, único fin y objeto de la cabalgada, etc.
El equivalente de magister militum romano en la Edad Media era el adalid mayor y el adalid era el caudillo de gente de guerra, el que dirigía o guiaba las huestes, es decir, a la reunión y agrupación transitoria de mesnadas o contingentes, tanto de los ricos-hombres, barones o señores feudales como de concejos o villas, teniendo la hueste ordinariamente por objeto la toma o cerco de una fortaleza más bien que la batalla campal o decisiva.
En España, la Reconquista se caracterizó por ser un conjunto de expediciones, algaras y rebatos sometidas más o menos a un plan preconcebido y con combinaciones diplomáticas, y un estudio militar atento nos hace descubrir todo lo que tuvo de estratégico, de sistemático, de acompasado aquellas largas y dramáticas guerras, con sus teatros sucesivos en las cuencas transversales, con sus pasos de cordilleras, con sus conquistas de objetivos, como Toledo y Sevilla. En el siglo X las dobles expediciones militares del temible Almanzor constituyeron, durante 25 años, la guerra de expansión, cuyo núcleo estaba en la Córdoba musulmana, y desde 1492 el ejército español empezó amoldarse a la revolución radical militar que en los de toda Europa acaecía.
Los señores feudales y los adelantados de las fronteras, los walíes y caballeros árabes hacían mutuamente correrías en sus respectivos litorales, y a eso decían "hacer algarada", "irse de escaramuza", porque según las leyes de guerra entabladas podían acometer cualquier castillo y hacer los unos o los otros correrías o cabalgadas de improviso y con estratagema que no durase más de tres días.
Juan I de Castilla creó los siguientes dignidades o cargos según Pedro de Salazar y Mendoza : el condestable de Castilla, siendo el primero Alfonso de Aragón el Viejo, cuyas funciones según Clonard equivalían a un Ministro de la Guerra, y dos oficios nuevos de mariscal a Fernando Álvarez de Toledo y Pedro Ruiz Sarmiento. Según Bardin era el cargo de mariscal en principio palatino como Ayudante del condestable hasta que este caballerizo (condestable viene de comes stabuli, conde del establo o caballerizo mayor) se transforma en general o comandante de tropas en guerra, los mariscales que le estaban subordinados en la jerarquía o servidumbre palaciega, le siguieron tomando el apelativo de mariscal de campo, y en Francia en tiempo del primer Mariscal de Byron era un verdadero Jefe de Estado Mayor, con gran autoridad y múltiples atribuciones.
La conquista normanda de Inglaterra por Guillermo el Conquistador, establece el feudalismo, pues los conquistadores se reparten sus terrenos, conservan la jerarquía militar y ejercieron dominio de señores sobre los indígenas desposeídos, y las leyes no eran más que pactos entre los vencedores extranjeros. Las tropas de Guillermo eran vehementes en el ataque, pero cuando la fuerza no les bastaba empleaban la astucia, y tras vencer en la batalla de Hastings, no cesó por eso la resistencia y hubo de tomar una después de otra todas las tierras y ciudades, ya a viva fuerza, ya valiéndose de negocios o sometiendo al enemigo, amedrentando, convenciéndole de la inutilidad de su esfuerzo.
El origen primario, la causa eficiente de la artillería en general, de las armas de fuego, es la invención y propagación de la pólvora, causa a la vez de determinantes radicales transformaciones en el arte de la guerra y en la manera de ser de los ejércitos y la primera boca de fuego se llamó bombarda ("bombus-ardia"), y el verdadero punto de arranque para varios estudiosos de la artillería en España esta en la descripción que la de los moros sitiados en Algeciras por Alfonso XI de Castilla en 1342 hace la crónica de este rey.
En España, en el siglo XV, ya no se presenta la artillería defendiendo muros, como en Algeciras en 1342, sino combatiéndolos, atacándolos, empleo nuevo, moderno y trascendental, y la perfección capital de la artillería tuvo lugar en Alemania, y por tanto el desarrollo de la artillería hay que buscarlo en la Europa central, en el siglo XV, como arma de sitio y arma de combate.
En el mencionado siglo XV, se idea el bote de metralla, tubo o cilindro de  hoja de lata, de chapa o de hierro, carga de una boca de fuego   que se componían de balas pequeñas que se lanzaban al enemigo en vez de un gran proyectil, y salía el bote impulsado por la pieza de artillería en figura de cono o embudo, disparo a  reducida distancia con la concepción estratégica de ocasionar considerables y terribles estragos a los flancos del contendiente, a las  formaciones cerradas que presentaban más bulto, en la defensa de brechas, etc.  
Jan Žižka y los husitas en Alemania, maestros según Eneas Silvio Piccolomini en el arte de fortificar y en el de tomar plazas (en la campaña de 1430 quemaron cien castillos y ciudades y cerca de 1400 aldeas), anuncian ya la eminente preponderancia de la infantería en los ejércitos europeos (en la campaña de 1431, el ejército husita estaba formado por 50.000 soldados de infantería, 7.000 de caballería y 3.700 carros), y no obstante, por una rutina o por una tenacidad difícil de comprender, no solo el siglo XIV sino también en el siglo XV es cuando llegan su apogeo la caballería y la armadura en la Edad Media europea.
Los husitas, muerto su jefe Jan, le dieron por sucesor a Procopio por sobrenombre Raso porque era clérigo y tenía cortado el cabello, única señal de su primitiva profesión, pues era digno discípulo de Jan y tenía como capitán valentía y habilidad como aquel. Procopio ya se había distinguido en 1421 defendiendo la plaza de Justemberg contra todas las fuerzas de Alberto, duque de Austria y obligándole a levantar el sitio, derrotando posteriormente a los imperiales e invadiendo y saqueando el Austria, la Silesia, la Lusacia, el Brandeburgo y la Franconia oriental e hizo formidable su nombre en toda Alemania.
Es difícil de determinar la época en que fueron inventados los baluartes o bastiones; pero es cierto que su uso se estableció cerca del año 1500, y algunos autores hacen autor de esta invención al citado Žižka, jefe de los husitas en Bohemia, pretendiendo que se sirvió de ellos en la fortificación de Tabor.
Maximiliano I de Habsburgo, nacido en 1459, perfeccionó el arte de fundir la artillería, la fabricación de las armas de fuego y el temple de las armas defensivas, y el primero que estableció un ejército permanente en Austria.
En la población de Jargeau, lugar estratégico en la Guerra de los Cien Años, prevenido el duque de Sufflok, de la sorpresa del ejército de Francia en los arrabales de la población citada, salió de ella y formó una guarnición en batalla, pero no pudiendo resistir el choque los ingleses a pesar de ser guerreros experimentados que aprendieron el arte de la guerra en la escuela de Enrique V de Inglaterra, se refugiaron otra vez en el interior de Jorgeau. Al día siguiente los cañones y lombardas francesas empezaron a disparar sobre Jargeau (1429), teniendo los sitiados una artillería tan numerosa como los sitiadores, y sin embargo, el fuego dirigido por Juana de Arco, en quien todos los generales reconocían un talento extraordinario para disponer la artillería, produjo en pocas horas gran destrucción en la plaza sitiada.
Juana de Flandes, mujer de Juan IV de Bretaña, conde de Montfort, después de la cautividad de su marido, hecho prisionero en Nantes, el cual no pudo aprovecharse de los socorros que le condujo de Inglaterra Roberto de Artois, que disputaba el condado de Bretaña a Carlos, conde de Blois, continuó valerosamente la guerra con el apoyo de los ingleses, sosteniendo dos sitios en Hennebon (1342 y 1345), teniendo por enemiga a Juana de Penthiere, condesa de Blois, mujer de Carlos, que sostenía al rey de Francia, y esta guerra fue conocida como la Guerra de las dos Juanas, recayendo todo el peso de la guerra en las dos Juanas (1345-1365).
Sobre la guerra marítima, un tratado, "De las Instituciones Militares" de León el Filósofo, da idea del orden de la marina y el capítulo CXIX que trata de los combates navales, pone de manifiesto el estado de la marina del Imperio bizantino, las construcciones, los usos y la estrategia, noticias que completó el tratado de su hijo respecto del dromon o la galera imperial que tenían un cañón de cuero colocado en la proa desde el cual era lanzado a gran distancia contra las naves enemigas el fuego griego, hecha con cera, pez, azufre y otras materias combustibles, modificando la manera de combatir, porque era preciso tratar de quemar las naves enemigas, con movimientos mejor combinados de acercarse y retirarse, venciendo por espacio de mucho tiempo a los sarracenos y posteriormente a los normandos hasta las Cruzadas ( se lanzaba el fuego griego también en vasos a modo de granada o con balutas y catapultas en el campo y ciudades sitiadas).
Cristina de Piezano, en su obra Libro de los hechos de armas y la caballería, trata la guerra activa y de la jurisprudencia militar y tomó los más escogidos preceptos de Vegecio y Frontino sin copiarlos, antes al contrario, habla de los cambios indispensables a los usos nuevos de guerrear y a la artillería y propone las mejores máximas de ofensa y defensa que se usaban en las guerras de Francia de aquel tiempo.
Leon Battista Alberti, en su obra De re aedificatoria, habla de las fortificaciones de las ciudades según Vitrubio, Vegecio y otros autores griegos y romanos.
Roberto Valturio en su tratado "Opus de re militare" ilustró construcciones de arquitectura militar, como las del citado Alberti las civiles: tiene suficiente envergadura histórica, para evidenciar la transición, de las armas de tiro antiguas a las modernas, señalando además el tiempo de su invención.
Egidio Colonna, escritor escolástico y arzobispo de Bourges, escribió un tratado hacia finales del siglo XIII titulado De regimine principum que puede considerarse como el eslabón militar que une a Vegecio con Maquiavelo, al tiempo romano con el Renacimiento.

## Términos relacionados
- Estrategia también deriva del griego Stratos Agein, El ejército que se desplaza hacia adelante. De las palabras Stratos Ejército que acampa y Agein Empujar adelante, avanzar. Lo anterior sugiere que la estrategia no es estática, sino que está intrínsecamente ligada al movimiento.

- Estratagémico.- Adjetivo que empleó Jean Maximilien Lamarque para expresar los movimientos que se verificaban en un círculo más extenso que los que podía alcanzar la vista. También  estratagemático según Carrion-Nisas y atribuye esta palabra a Sexto Julio Frontino que tituló los tres libros que se referían a grandes movimientos antes, durante y después de la batalla Stratragematicon y Estrategicon al 4º libro dedicado a lo que pasa cerca del general y es resultado de su carácter e influencia personal.[17]

- Stratitates.- En la ínfima latinidad, este término tenía un significado similar al estratego de Grecia.

- Estratarithmétria.- En el siglo XVII, el arte de escuadronar, de formar las tropas en una figura dada, de hallar el número de soldados que en ella cabían.

- Estratología.- Nombre griego que algunos autores como Myler y Walter dieron a la ciencia que trataba del derecho a la guerra (otros estratonomía).

## La estrategia militar en la antigua China
En China, hubo dos grandes fases en la historia de la estrategia militar.

### Estrategia militar en época de los reinos combatientes
Durante los reinos combatientes, la guerra quedaba librada por nobles en carros de combate. Estos comandaban a pequeños ejércitos de campesinos armados con la espada. El combate entre nobles era de una manera más cortés. De hecho, en el reino Zhou existía el li, un código de conducta que exigía el máximo respeto al enemigo, siempre que este fuera noble y ambos contrincantes, del mismo linaje, pues las tribus bárbaras, otros reinos chinos o nobles que no fueran del mismo rango eran sometidos a una guerra sin cuartel.
En esta época destaca el brillante general Sun Tzu, que revolucionó la táctica militar con su libro "El arte de la guerra", libro imprescindible para cualquier general.

### La estrategia en épocas posteriores a Qin Shi Huang

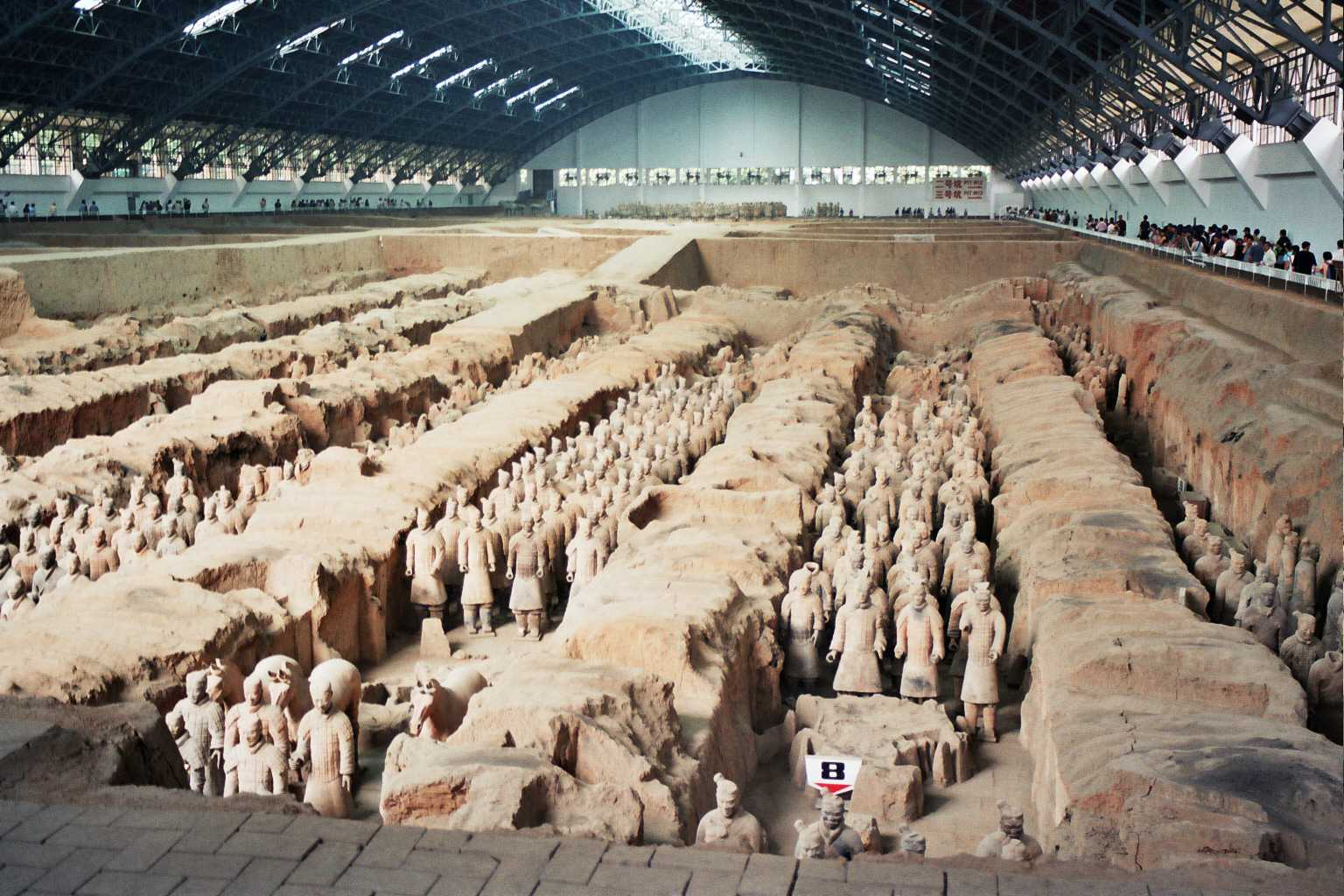
Guerreros de Xian

Con Qin Shi Huang las dimensiones de la guerra alcanzaron unas enormes dimensiones. Se armaron ejércitos gigantescos de miles de soldados. Las lanzas fueron el arma principal favorita de la infantería china a corto alcance. La infantería era apoyada por la caballería y más tarde, por las primeras piezas de artillería
La ballesta y la ballesta de repetición eran la mejor arma de largo alcance de la época, pues era muy fácil y rápida de usar y fabricar. Destacan los cho-ko-nus soldados chinos que manejaban con maestría ballestas de repetición. La enorme demanda de armas por parte de los emperadores hizo florecer la industria del metal, la cual se convirtió en una industria masiva, la más sofisticada en años.

## Estrategia en la Edad Moderna europea
El siglo XVI, tras la Edad Media, es el del renacimiento militar de Europa, que tuvo lenta preparación en los siglo XIV y XV, por los siguientes hechos:
- Primeramente decir que el mismo Maquiavelo, viendo el desorden que se había introducido en la milicia por culpa de los jefes de los bandos asalariados y disgustado de los soldados aventureros, quiso demostrar la necesidad de tener ejércitos nacionales y disciplinados, tratando de que se aprenda de los griegos y romanos la importancia de la infantería, base de los ejércitos y de la nación, y se le valora más como filósofo político que tratadista militar porque aspiraba a ordenar los ejércitos nacionales y en vez de formular métodos puramente militares, quería oponer la fuerza moral de los ejércitos al triste espectáculo de los capitanes aventureros[18]
- Invención de la pólvora y su uso.- Con la invención y uso de la pólvora nació un arte militar enteramente diverso: las picas, alabardas y partesanas fueron sustituyéndose con los arcabuces, mosquetes y fusiles, y en 1503, el célebre ingeniero español Pedro Navarro aplicó con éxito la pólvora en la mina que hizo contra Castel dell'Ovo en Nápoles, aplicada desde entonces como ingenio principal de la guerra de minas, contraminas y la guerra subterránea.
- Presencia de arqueros ingleses en Crecy, Poitiers y Aljubarrota
- La aparición victoriosa de la citada infantería suiza en el siglo XV
- La composición del lúcido ejército[19] que llevó Carlos VIII de Francia a la conquista de Nápoles: La invasión de Carlos VIII en Italia, la liga que se formó en contra suya para encerrarlo dentro de ella, su retirada que cortó estratégicamente Albiano, general de Venecia, la defensa de Calabria de Aubigny, el éxito de la batalla de Fornovo se parecen mucho a las operaciones que precedieron a la batalla del Trebia en 1799, al paso de Beresina en 1812, a la batalla de Hanau en 1813, prueba que los capitanes de aquel tiempo tenían el instinto de las grandes operaciones militares (Luis Blanch)[20]

Posteriormente, el mérito militar de Próspero Colonna que agrandó las combinaciones estratégicas, la campaña del Gran Capitán Gonzalo Fernández de Córdoba en el Garellano, las de toda la escuela de grandes capitanes en el reinado de Carlos María Isidro de Borbón, sus expediciones a África con la indispensable cooperación de la marina militar de Andrea Doria, las guerras de Solimán y las de los capitanes franceses de la época, todo prueba el progreso de las combinaciones militares, y todos los Estados beligerantes tenían el vigoroso instinto de la guerra, porque los combates habían tomado mayores proporciones, las guerras civiles del feudalismo se habían concluido, las naciones peleaban por medio de ejércitos permanentes con vastos espacios que recorrer, que defender, que conquistar y obligó al ingenio humano a desarrollarse en la dirección de su necesidad, por lo cual la estrategia fue presentida y practicada.
En el siglo XVI, aparecen las tropas imperiales españolas, con sus temibles Tercios, ya que después de la expulsión de los moros, surgió para España una serie de guerras exteriores, que la alzaran a un alto grado de pujanza, y como ya no podían actuar las compañías con independencia unas de otras, ni era posible la organización feudal de grupos disgregados e irregulares, hubieron de crearse subdivisiones del ejército con la agrupación de varias compañías, que constituyendo una especie de brigada recibieron el nombre de Tercio:
- En 1536, cada Tercio en 3 coronelías, con 10 compañías de piqueros, 2 de arcabuceros de la fuerza de 250 hombres cada una
- En 1560, Felipe II de España suprimió las coronelías y formó los Tercios de 8 compañías de coseletes armadas con picas y 2 de arcabuceros de 300 individuos todas

España hizo dar al arte de la guerra pasos gigantescos, basta indicar la operaciones del duque de Parma para socorrer a París y a Ruan sitiadas por Enrique IV de Francia, o la campaña del duque de Alba para apoderarse de Portugal que terminó con la Batalla de Alcantara o la guerra de Flandes con el citado duque de Alba, Luis de Requesens, Don Juan de Austria, el citado Farnesio, etc: donde se habían reunido cuantos soldados valientes y experimentados capitanes tenía Europa; las numerosas fortalezas detenían al ejército con largos y trabajosos sitios, las vastas llanuras requerían en las batallas que se desplegase todo el valor y toda la ciencia, y las mismas llanuras atravesadas por anchos y profundos ríos presentaban con frecuencia aun después de las victorias, inconvenientes graves y temibles a los progresos de los vencedores (Cita de Agostino Paradisi).
En la batalla de Pavía, en 1525, los españoles, desplegaron en ella todas las ventajas del talento militar y todas las maniobras hijas del estudio más reflexivo del arte de la guerra, dando a la Historia Militar la primera página en que se estudia la táctica y el orden de las batallas modernas e igual pericia mostraron y victoria obtuvieron los tercios españoles mandados por Manuel Filiberto de Saboya en la batalla de San Quintín.
Mauricio de Nassau reuniendo la experiencia de los precedentes, regeneró el arte militar e introdujo muchas novedades en el ataque y en la defensa, indagó todos los medios de acelerar y asegurar más el buen éxito de la guerra, atribuyéndole algunos autores la creación de la fortificación de campaña y Gaspar de Coligny fue el primero que mostró la importancia de la rapidez, recorrió hasta 18 leguas en 24 horas, ya que anteriormente se creía una gran marcha 7 leguas por día.
Si entre los antiguos el cuadrado táctico se denominó sintagma, tortuga, en la Edad Media muro, cerca, corral, vino a constituir en los siglos XVI y XVII el escuadrón al que los tácticos geometras sometieron a múltiples sutilezas.
Mauricio de Sajonia poseía grandes cualidades: tan circunspecto y reservado en el plan, como osado y pronto en la ejecución, tan previsor en la preparación, como acabado en la obra.
En las Guerras de Religión en Francia (1562-1598), los fines de los pueblos calvinistas era no solo empuñar las armas por el libre ejercicio de su religión, sino también para desterrar el ejercicio de la religión católica que se la perfilaba como una idolatría cuyo abatimiento era un deber de conciencia para el buen cristiano, temiendo por su parte el pueblo católico por su religión que los hugonotes habían jurado deshacer, sosteniendo en el cometido de preservar aquella,  temiendo también el soberano y los Grandes por su autoridad que el partido hugonote había resuelto usurpar; en los principios de la reforma protestante los predicantes hacían profesión de doblegarse a la obediencia del gobierno, como las protestas de fidelidad que trasladó Juan Calvino a Francisco I de Francia al principio de su Instrucción,  cristiana, posiblemente por la debilidad de su partido, mas con el aumento de fuerzas fue trocando su lenguaje, proyectando sus doctores que era legítimo a los calvinistas el defenderse, con la estrategia de requerir y conseguir por medio de la rebelión y de la violencia la libertad de continuar y practicar públicamente su religión, declarado en muchos sínodos de los calvinistas con la mayor solemnidad. 
En el siglo XVII abundan capitanes de alta inteligencia y que emplearon a menudo los métodos de la estrategia como Espinola, Albrecht von Wallestein, Turena, Bernardo de Sajonia-Weimar, Piccolomini, Montecuccoli, Gustavo de Suecia, El Gran Condé, Conde de Tilly y algún otro.
La verdadera guerra en grande esclarece principios en tiempos de Luis XIV de Francia, con gran protagonismo de las armas de fuego y la estrategia se une a la política, el gabinete con el pabellón, y las guerras no se principiaban sin haber determinado el plan y se procuraba prever sus efectos después de una serie de operaciones hipotéticas fundadas en datos desconocidos, y se vieron notables operaciones estratégicas: invasión de Holanda,; Marlborough alcanzó a orillas del Danubio al príncipe Eugenio; Villars se unió con el elector de Baviera; Luis José de Vendome y Berwick dirigieron las famosas marchas de España que concluyeron con la batalla de Almansa.
El tipo de la guerra de sitios es relevante en el siglo XVII, la toma de una plaza fuerte era en ocasiones el objeto de una campaña, y alguna tentativa de un ejército de socorro para descercar la plaza o librarla del ataque enemigo, solía producir un choque o batalla campal, y el asunto quedaba resuelto con la toma de la plaza o la retirada del sitiador. El ejército de socorro era adversario natural de un ejército de observación y el lento progreso de la táctica en el siglo XVII debe atribuirse en gran parte al índole acompasado de aquellas guerras de sitios y posiciones, por oposición a la campal, de marchas, maniobras y batallas.
Habiendo llegado muy lejos el arte de fortificar con Errard de Bardeluc, ingeniero de Enrique IV de Francia, el caballero Ville con Luis XIII de Francia y el conde de Pagan, se debe el mérito de las aplicaciones sistemáticas en sitiar y tomar plazas a Vauban y en su defensa mejoras adaptadas a las nuevas armas, aplicando los sistemas ya conocidos, sobresaliendo en la sagacidad con que supo asociar la fortificación con las estrategias: Fue el primero que vio las cosas en gran escala; buscó las relaciones de las plazas de guerra entre sí y de la fortificación con las otras partes del arte militar y hasta con la administración política, y puso las fortificaciones en la mejor relación con la estrategia de su tiempo y merece el elogio de que la conservación de los hombres y de los establecimientos fue uno de sus principales fines (Cita Carnot).
Por los años de la Guerra de los Treinta Años, el elemento feudal casi desapareció, porque su composición no se fundaba ya en el servicio feudal sino que era una tropa permanente tomada de la plebe y mandada por señores o nobles sujetos sin embargo a la jerarquía de los grados en razón de sus capacidades y sus servicios y no del grado social, lo que destruía los contingentes feudales, y en la citada guerra, Waldstein y Gustavo de Suecia vivían a expensas de los países que ocupaban con sus soldados, guerra devastadora, pero el primero era considerado como una adversidad y Gustavo como un protector, porque el uno dilapidaba y el segundo regularizaba las exacciones, y ambos demostraron que en los ejércitos más móviles y en los terrenos menos montuosos sabían hacer servir las fortificaciones de campaña, y empezó también la división del trabajo en los ejércitos.
Wallestein ganó fama militar en la guerra contra los bohemos y los turcos, y su fama y las promesas tentadoras de gloria y de botín trajeron a su bandera muchos soldados y jefes aventureros, guerra en la que se permitía el pillaje y la contribución militar, hallando donde quisiera el soldado paga y ganancias.
Gustavo Adolfo y Mauricio de Orange restauraron el arte militar, mejoraron las ordenanzas y combinaron en las masas de infantería las ventajas de la legíon con las de la falange, y fue Gustavo tan hábil en sus planes como rápido en su ejecución, la llamada por Napoleón guerra de pies e ideó fabricar cañones de cuero contra la artillería de los alemanes para hacerla más maniobrable.
Se considera a Enrique, duque de Rohan (siglo XVII), como el primer escritor y general moderno que dio y aplicó algunos preceptos útiles en la guerra de montaña, exigiendo un principio general: "la posición en las cumbres".
Conde y Turena aparecieron poco después, y el primero había nacido general y se condujo por sus inspiraciones propias, y el segundo aprendió a serlo en el libro de la experiencia, el cual, por un nuevo orden de formación de tropas, por el uso más razonado de la infantería, por sus admirables marchas y planes de campaña, encauzó el arte militar a un alto grado de perfección: Conde nació general, Turena se hizo; el primero se dirigía por sus propias inspiraciones, el segundo por la reflexión y la experiencia y sus batallas presentan disposiciones variadas y siempre hábilmente aplicadas al terreno (Cita de Lamarque).
Turena instituyó la brigada en 1667, subdivisión táctica de un cuerpo de ejército, formando parte de una división, con el nombramiento del primer brigadier de caballería y la de 1668 para el de infantería, buscando unidad y cohesión, y agrupar sus tropas con más libertad, aunque para otros fue Gustavo Adolfo, y si bien su columna o unidad táctica se dividía en trozos y fracciones que le daban flexibilidad y movilidad (dos regimientos con 1000 mosqueteros y 900 piqueros), la caballería sueca todavía se interpolaba su turma como en los tiempos del duque de Alba y Alejandro Farnesio.
Cromwell formó tropas regulares y devotas, organizando a los indisciplinados y que ejercitó infundando una poderosa confianza en sí mismos, y mira hacer la revolución, la secunda, sigue y reduce a la unidad de su poder.
Raimondo Montecuccoli dejó tres libros en sus memorias, trata el primero del arte militar, el segundo de la guerra contra los turcos y el tercero de la campaña de 1664, conteniendo preceptos tanto para la guerra ofensiva como la defensiva, y la guerra entre él y el citado Turena, fue indudablemente un ejercicio del arte de la guerra, una rivalidad de sutilezas, de serenidad, de temple,  de presteza y de diligencia, no pudiendo contar el uno con que el otro incurriría en más deslices o desaciertos, con las que el mismo hubiera cometido hallándose en su lugar, y Montecuccoli prosiguió con victorias hasta que fue hecho prisionero por el Príncipe de Conde.  
Holanda, al haberse combinado con Francia, pudo disputarle el imperio de la mar a Inglaterra, con una marina diestra y ejercitada, capitaneada por hábiles almirantes como Engel de Ruyter, Martin y Cornelio Tromp.
A comienzos del siglo XVIII, en la Gran Guerra del Norte destaca como ilustre militar Carlos XII de Suecia,  siendo dignas de atención y estudio el paso de Dwina, el de Bug en 1703, a nado con su caballería, las activas campañas de 1704 y 1705, y en 1708 penetra en Rusia hasta Berezina, donde le espera Pedro el Grande, fundador de la grandeza moscovita, soñando con herir al ruso en el corazón llegando hasta Moscú y para ello pone sitio en Poltava, plaza de importantes recursos y gran importancia estratégica.
En el siglo XVIII, tanto Federico II el Grande en la Guerra de los Siete Años como la guerra con España del inglés Pitt, fundaban su resolución en motivos estratégicos, en las ventajas que resultarían de descargar un golpe inmediato y bien dirigido contra el enemigo, sin darle lugar a prepararse.
Navío es el nombre propio o peculiar que ha permanecido a las embarcaciones grandes o que llegan a pasar de cierto porte, y más particularmente a las de guerra que tenían a los menos dos puentes o dos baterías corridas por cada banda, navíos de dos andanadas, así como de tres puentes en el de constar de otros tantos o de tres baterías. También se decía navío de línea a cualquiera de los primeros o que por aquellas circunstancias se consideraba propio para entrar en la formación de la línea de combate, con un número elevado de cañones gruesos, es decir, el que por su porte y armamento estaba destinado a combatir en batalla ordenada o en formaciones navales en unión de otros buques de la marina de guerra.
Federico sujetó la guerra a las especulaciones del talento, redujo a cálculo todos sus elementos y formando un conjunto de la estrategia con la táctica, la redujo a una ciencia mixta que comprendía ambas cosas e hizo de modo que el soldado adquiriese una especie de instinto por la estrategia acelerada, y conociendo la importancia de la prontitud creó la táctica moderna, y en vez de romper el centro dio vueltas a las alas y a llevar el mayor esfuerzo al punto débil del enemigo, multiplicando las piezas de artillería, consiguiendo que se cruzasen con el fuego de los mosquetes, de manera que si el enemigo avanzaba se encontraba débil antes de llegar a las bayonetas.
Estas perfecciones o creaciones originaron otra manera de combatir ya que en lugar de las batallas de choque del Gran Capitán y del gran Conde, de las batallas de posición del duque de Alba y Feuillade, de las batallas de puestos de Mauricio de Sajonia, Federico usó las batallas de maniobras: Es preciso remitir al éxito de las batallas el término de las querellas. Es preciso meditarlas, porque las que se encomiendan a la casualidad nunca tienen grandes resultados. Son las mejores batallas aquellas en que se obliga a recibirlas al enemigo (Cita del mismo Federico)
Otros generales dignos de mención del siglo XVIII son Mauricio de Sajonia, Tollendal, Eugenio de Saboya; realizaron con sumo acierto grandes operaciones militares Kurt Christoph Graf von Schwerin, Keit, Ziethen y Seidlitz; en las campañas de 1758 y siguientes Fernando de Brunswick fue superior o al menos igual a los franceses teniendo un ejército heterogéneo e inferior; el príncipe Enrique de Prusia  en Sajonia se mostró profundo en la defensa modelo respecto a la elección de posiciones y movimientos.
En la Guerra de independencia de los Estados Unidos, el ejército británico no aplicó correctamente las máximas estratégicas para la conducción de una guerra ofensiva, y en vez de concentrar sus fuerzas en algún punto decisivo y la destrucción del principal cuerpo del ejército revolucionario por repetidos y bien dirigidos golpes, dispersaron sus fuerzas en una inmensa extensión de territorio y llegaron a ser demasiado débiles de poder actuar con decisión y efectividad en ningún punto. 
El Almirantazgo de Gran Bretaña mandó poner "entre-puentes de carronadas" en ciertas fragatas para experimentar el efecto que tenían, y después de haber reconocido los grandes estragos que causaba esta arma en la jarcia, arboladura y aparejo de los navíos de guerra francéses, contra los cuales dirigieron su fuego las fragatas inglesas en los combates particulares, mandó por orden general ponerlo entre los "entre-puentes" de todos los navíos de línea ingleses
Como no eran bastantes los medios ordinarios para rendir una plaza como Gibraltar tan defendida por la naturaleza como por el arte militar, la Corte de Madrid adoptó el plan estratégico de acometer por mar y por tierra a un mismo tiempo, valiéndose de máquinas de nueva invención llamadas baterías flotantes con objeto de batir los dos muelles y las fortificaciones que defendían la ciudad en lugar de los navíos de línea, pues como el aparejo y velamen de éstos estaba expuesto a ser quemado con las balas rojas de la plaza, se evitaba este inconveniente por la naturaleza de su construcción.
Del mismo modo que cambió la sociedad, se cambió en Francia el ejército en la Revolución, con grandes cambios en la legislación y en la administración y en las relaciones de la sociedad civil con el ejército y de éste con la sociedad, y la ciencia de las grandes operaciones cambió de faz y se aprendió a hacer útiles y movibles a las masas, creciendo extraordinariamente el ejército cuando se incorporaron a él los guardias nacionales y se hicieron las levas parciales y en masa, formando parte de los 18 ejércitos de la República, y de este modo un millón doscientos mil ciudadanos se armaron, se suprimieron los nombres de los antiguos cuerpos, el ejército tomó la divisa azul de la milicia ciudadana, cambiando de aspecto el arte de la guerra no solo con la sustitución de los ataques de los cazadores y a la bayoneta, sino con la guerra en grande que se había hecho necesaria desde el momento en que se conoció el poder de las masas.
Mal armados los soldados franceses, bisoños en las maniobras, se precipitaban sobre la artillería y líneas enemigas, protegidos por las baterías y unos cuantos escuadrones adiestrados, después de todo debían introducir una estrategia nueva, ya que no teniendo tiendas o bagajes se cuidaban poco de cubrir las líneas y con extraordinaria movilidad caían de improviso sobre enemigos acostumbrados a marchas metódicas, aprendiendo a rehacerse, a replegarse contra la caballería y a aprovecharse de los obstáculos del terreno para acercarse al enemigo.
Los numerosos ejércitos que cubrían sus fronteras obligó a sus generales a crear cuerpos francos y a emplearlos todos en las guerrillas para suplir la falta de experiencia militar de aquella época, contrarrestando a los diestros tiroleses y a los cazadores de lobo austriacos, y en la famosa jornada de Jemappes el general Dumouriez hizo un excelente empleo de estas tropas, cuyos batallones envolvieron los reductos austriacos y obligaron a los artilleros a abandonar sus piezas.
Carnot, ministro de guerra, se dedicó a regularizar aquel ímpetu y ordenó que se dieran golpes decisivos en los puntos estratégicos más importantes, que se rompiesen las comunicaciones, que se pusiera fuera de combate al ejército enemigo antes de tomar una sola fortaleza o de apoderarse de un palmo terreno, y a las teorías de Vauban para el ataque y reparación de plazas, sustituyó un nuevo sistema de fortificación y defensa, que consistía en usar de los fuegos verticales en casamatas, para destruir al enemigo cuando venía en grandes masas y de los golpes de mano atrevidos cuando el enemigo no tenía bastante fuerza.

### Derecho internacional
La primera época del derecho internacional puede fijarse después del Tratado de Westfalia, representando en sus escritos las bases de un sistema que pretendía fijar equilibrio entre las grandes potencias, y la segunda época de mismo derecho tiene su origen en el Tratado de Utrecht, cuando Hugo Grocio basó el derecho de gentes en el derecho antiguo, que vino a ser racional, filosófico y se compenetra con el derecho natural.

### La palabra estrategia en la Europa de los siglos XVIII-XIX
Se introdujo la palabra griega estrategia en la segunda mitad del siglo XVIII y la voz griega permaneció largos años como otras en misteriosa incubación al calor exclusivo de los eruditos e incluso a finales del siglo XVIII era desconocida por generales de la época de la Revolución francesa y del Imperio como Ney, Masséna, Murat y hasta el último tercio del siglo XVIII el arte de la guerra se consideraba como un todo indivisible.
Las victorias de Federico II de Prusia despertaron a la Europa militar de cierta apatía y entumecimiento y hubo largos y ruidosos debates sobre todo lo concerniente al arte, especialmente sobre mejoras de la táctica a las que se atribuían los triunfos de Federico II, filósofo y guerrero. Esta discusión produjo un regreso a los estudios y documentos olvidados hacía siglos sobre las falanges griegas y las legiones romanas. Surgieron nuevas ideas sobre el arte de la guerra, siendo las más destacadas las de Conde de Guibert. Posteriormente, todas estas opiniones generaron avances en la táctica militar.
El primero en usar la palabra estrategia en esta época fue el archiduque Carlos, rival del terrible estratega de los tiempos modernos, Napoleón I. En competencia con el archiduque, dos de los primeros escritores sobre estrategia fueron von Bülow y el Barón de Jomini. No debemos olvidarnos de Joly de Maizeroy a quien Bardin atribuye la invención de la palabra en 1771, ni de Georg Heinrich von Berenhorst, Jean-Martin Jabro Silva, Henry Lloyd y otros autores que no dijeron "stratégie" sino "estratégique" y que no llegaron a formar un cuerpo de doctrina propiamente dicho.
Por tanto, los primeros expositores y definidores de la palabra estrategia militar fueron el archiduque Carlos en forma geométrica, von Bülow en forma escolástica y el Barón de Jomini en forma experimental.
No obstante a esto, la estrategia militar existió en todas las edades de la historia y aun cuando sus principios no fueron establecidos hasta el siglo XIX, no puede negarse que la estrategia militar se aplicó:
- Allí donde hubo operaciones de guerra de alguna extensión.
- Caudillos de selecto entendimiento que supieron mover con habilidad las tropas que dirigían para adquirir primacía sobre el enemigo.
- Se la encuentra por todas partes desde la primera guerra entre los hombres, unas veces enmascarada bajo diferentes nombres como disposiciones generales o Teórica y práctica de la guerra. Por tanto, desde que existió en el mundo el primer general que tuvo pericia y habilidad para conducir las tropas y para que sus principios fueran observados y cumplidos.
- Algunas claves de la estrategia militar se encuentran en refranes populares como: 
  - Quien da primero da dos veces
  - Cinco contra uno
  - Al enemigo que huye, puente de plata
  - No poner toda la carne en el asador
  - La unión hace la fuerza
  - Divide y vencerás
- Para certificar lo dicho es curiosa una observación de M. De Roure en su obra Historia de Teodorico El Grande, París, 1846 Tomo II, páginas 28 a 30, en el que este erudito hace notar la habilidad estratégica de los bárbaros, cuyas operaciones militares siempre fueron conducidas según las reglas de la ciencia más exacta. Y también se puede añadir lo siguiente de Édouard de La Barre Duparcq: Los bárbaros tenían la principal cualidad, vigor, y el "instinto de la estrategia" les hacía seguir sus reglas invariables sin darse cuenta de ello. En esto consiste la nativa simplicidad de la estrategia, en la perpetuidad de sus reglas a través de las edades[31]
- Incluso en la Reconquista de España sobre los árabes se puede ver todo lo que tuvieron de estratégico y sistemático aquellas largas y dramáticas guerras y, sobre todo, en la Conquista de Granada, en aquel epílogo digno de aquella magnífica epopeya, que hasta en su duración se asemeja a las conquistas de Veyes por las legiones romanas, y de Tebas y Troya por los griegos. ¿Puede darse plan más estratégico, ejecución más táctica, conjunto y pormenores más científicos?

### Definidores y expositores primitivos de la palabra estrategia militar
- Enrique, barón de Bulow, oficial prusiano que sirvió en infantería y luego en caballería, fue en palabras de Napoleón I un "ideólogo" (como llamaba Napoleón a todo el que pensaba) y aventurero, algo estrafalario, escritor cáustico y atrevido. Principio por enredarse en la insurrección de los Países Bajos en 1789 y recorrió en larga peregrinación los Estados Unidos, Inglaterra y Francia y son célebres sus obras Geist des neven Kriega-Sistems traducida al francés con el nombre Esprit du systeme de guerre moderne por T.Lave. que se publicó en Hamburgo en 1799 y la otra Lehsätze des newen Krieges... en Berlín en 1805. La aceptación fue inmensa y cautivo la atención sobremanera la aplicación feliz de la geometría a la guerra, la referencia al triángulo, las retiradas excéntricas, las grandes líneas, en una palabra, las grandes ideas y Prusia se envaneció llamándolo el Folard prusiano.
- Barón de Jomini es el sucesor estratégico de Bulow, comandante de batallón suizo a principios del siglo XIX, oficial luego al servicio de Francia y después de Rusia en la que llegó a la última jerarquía de ayudante de campo del emperador. Este autor desde 1803 en que el mismo confiesa que arrojó al fuego el primer manuscrito por haber leído a Lloyd. Este inagotable escritor, hizo sudar las prensas de las imprentas con obras voluminosas de historia crítica sobre las guerras de Federico II, de la República de Francia, de Napoleón I y alternaron folletos con artículos de periódicos con obras extensas como Tratado de las grandes operaciones militares en 3 volúmenes de 1819, su traducción al francés de la obra del archiduque Carlos Principios de Estrategia, su Introducción al estudio de las grandes combinaciones, etc. y por fin en 1829 escribió un Cuadro analítico para que sirviese de clave y complemento a aquella última obra y en su 2ª edición de 1837 tomó el título de Compendio del arte de la guerra que se tradujo en 1840 al español.
- Archiduque Carlos, hijo del emperador Leopoldo II, era un táctico de primer orden y uno de los mejores generales de su tiempo pero cansado de ver comprometidas sus mejores combinaciones por generales incapaces, resignó el mando y vivió apartado del ejército y de la política. Sus dos obras célebres son las siguientes: Principios de la estrategia explicados por las operaciones de la campaña de Alemania en 1796, Viena, 1814 e Historia de la campaña de Alemania y de Suiza en 1799, Viena, 1819.[32]

## Estrategia en la Edad Contemporánea

### Siglo XIX

#### Napoleón Bonaparte: la gran estrategia
Napoleón Bonaparte inventó aquel orden militar con que aterró a toda Europa, con el difícil arte de dirigir las masas a puntos decisivos y suplir el número con la rapidez de movimientos, con la incomparable habilidad de reunir, crear y disponer los medios proporcionados a la empresa, a la actividad que le daba siempre la iniciativa, a la rapidez de vista y de acción militar que no dejaba al enemigo reflexionar ni tampoco de oponerse a sus proyectos, ascendencia sobre sus soldados y sobre los enemigos, a la habilidad de saber aprovecharse y, nadie ha poseído mejor aun mismo tiempo todos los elementos de la estrategia y de la táctica por lo cual pudo aplicarlos felizmente desde las ideas más generales hasta las particularidades más pequeñas y sabía sacar partido de pequeños ejércitos y mover con facilidad los grandes, cosas que difícilmente van unidas.
Así como de las guerras del citado Federico II de Prusia había resultado una nueva táctica, de las de Napoleón salió la gran estrategia, en la que los escritores meditando sobre la ejecución de sus vastos planes, echaron los cimientos de esta ciencia militar, y lejos Napoleón de introducir cambios esenciales en la táctica establecidos por Federico, extendió su aplicación a las nuevas circunstancias: con su infantería desbarató a la infantería austriaca, alemana y prusiana, con su caballería hizo huir a la caballería de la guardia imperial rusa y la célebre de los mamelucos, con su artillería cargó a escape y destrozó cuadros, abrió brecha en las murallas más famosas, con sus ingenieros minó, fortificó y destruyó de forma notable, y las guerras en que se discutían el destino de una gran nación eran resueltas por él en dos solas batallas a lo más y acometiendo a un territorio, vencía al primer ejército que se le presentaba destrozándolo, aniquilándolo y antes de que este se hubiera repuesto marchaba a dar leyes a la capital y si esta se resistía entraba a viva fuerza.
En el estudio de los mapas es donde Napoleón probaba todas las combinaciones, con sistemas de marchas hábilmente pensadas, ganar terreno sobre el enemigo y de esta manera preparaba golpes infalibles, conducía los ejércitos como por la mano, reuniéndolos, dividiéndolos y maniobrando desde un extremo a otro de Europa con la misma precisión y seguridad que en el campo de batalla, y de este modo decidió estratégicamente campañas previstas y aun escritas de antemano en su pensamiento, y según Jomini, Napoleón sobresalía en el acierto de emplear reservas tácticas y de ver a la primera ojeada el punto clave y decisivo de una batalla.
Napoleón fue tan afortunado en sus campañas como aciago en sus combates navales, ya que los almirantes franceses observaban rigurosamente la táctica antigua, mientras que Nelson concentraba todos sus esfuerzos según las reglas de la táctica moderna, y la marina inglesa puesta frente a frente con la francesa, hacia el mismo papel que Napoleón y sus ejércitos con respecto a los austriacos.
Las ideas imperiales de Napoleón le llevaron a empresas desgraciadas para dar rienda suelta a su ambición de guerra, acometiendo tras el Tratado de Tilsit como agresor a pueblos animados de un gran espíritu de patriotismo: Su misión no era únicamente la de gobernar Francia sino la de someter el mundo entero para que no le aniquilara. Partiendo de tan gratuita hipótesis, organizó el Imperio para una guerra eterna. No fue con objeto de adquirir el derecho de ser monarca absoluto, por lo que peleó bajo todas las latitudes. Al contrario, fundó el despotismo para crear, vivificar y renovar continuamente los elementos de las batallas.

#### Guerra de guerrillas
En la guerra de la Independencia española las inmensas pérdidas que sufrieron los franceses en España son más bien debidas a las guerrillas que a las batallas, y no es posible mirar más que como tropas irregulares las masas informes armadas tumultuosamente que rindió al general Dupont en la batalla de Bailén, las que derrotó a Moncey en Valencia, las que batieron a Charles Lefebvre en Aragón, como igualmente los sitios que perpetuaron en la Memoria a Zaragoza, Burgos, Gerona y Tarragona.
En el sitio de Zaragoza, julio de 1808, Agustina de Aragón, viendo avanzar a los franceses a la batería situada en la puerta del Portillo, cogió la mecha de un soldado herido y dio fuego a un cañón de a 24, cargado a metralla, que enfilando a las columnas enemigas causó un gran destrozo, y este golpe inesperado produjo trastorno en las tropas sitiadoras francesas y tiempo para los sitiados, que volvieron a defender la plaza del Portillo y rechazaron a los franceses.

#### Duque de Wellington: aplicación de los principios de estrategia
El Duque de Wellington se distinguió más por su calma, energía y tenacidad que por su arrojo, estrategia atrevida y las grandes creaciones repentinas, y su marcha de concentración sobre el río Duero y su movimiento decisivo sobre los márgenes del río Ebro son modelo para la correcta aplicación de los principios de estrategia.

#### Realistas de España
En las guerras de independencia hispanoamericanas, los realistas de España, después de haber recobrado el mando, enviaron como recurso estratégico una fuerza expedicionaria de 10.000 soldados veteranos en los combates en suelo español al mando de Pablo Morillo, con un plan que abarcaba todo el continente.

#### Conquistas de Inglaterra en Oriente: 1838 a 1848
Por los años 1838 y 1839 sostuvieron los ingleses una guerra en Afganistán, después de la cual se adueñaron de las islas de Baréin y Ormuz, con el plan estratégico de asegurarse la entrada del Golfo Pérsico, y de la Socotra y de Adén que les daban la llave del Mar Rojo, y entre 1845 a 1848 conquistaron el Punyab o región de los cinco ríos, a que añadieron luego Cachemira.

#### Europa: cinco grandes guerras (1856-1878)
Desde 1856 a 1878 el continente europeo fue teatro de cinco grandes guerras: la franca-austriaca de 1859, la danesa de 1864, la austro-prusiana de 1866, la guerra franco-prusiana de 1870 y la ruso-turca (1877-1878), todas las cuales trajeron su origen de la guerra de Crimea.
En la guerra de Crimea, los aliados creyeron acertado dirigir a Crimea una expedición imponente para aruinar Sebastopol, la base misma de la pujanza rusa en el Mar Negro, obligando a Rusia en la reducción de sus fuerzas navales, y las razones que les inducía a esperar de su estrategia un resultado exitoso, consistía la una en la superioridad incontestable de sus escuadras, que los ponía en estado de atacar con ventaja Sebastopol por la parte de mar y la segunda en las simpatías de los tártaros musulmanes, que les aseguraba la probabilidad de aislar al ejército ruso que quisiera socorrer a aquella plaza, significando la posesión de Sebastopol la creación para los aliados de una base sólida a sus operaciones militares futuras para penetrar en la Rusia meridional y destruirle todos los establecimientos que tenía en las orillas del Mar Negro, siendo para los rusos Crimea el centro de las transacciones internacionales de Europa y Asia.
Célebre ingeniero de las defensas rusas en el sitio de Sebastopol fue el conde de Todleben y de la rendición del éjercito de Osman-Bajá en Plevna, reuniendo sus conocimientos de ingeniero a los del artillero y los del táctico, y en su plan estratégico se reconocen las ideas de Vauban sobre la importancia de la fuerza moral y de la calidad de las tropas en la defensa de la plaza y los de Montalembert acerca de la necesidad de asignar a la artillería un papel preponderante. 
En la segunda guerra de la independencia italiana (1859-1861), Turín era el objetivo primario estratégico, pasando el general austro-húngaro Ferencz Giulay con tardía ofensiva el Tesino y planeando Napoleón III acumular fuerzas imponentes por la izquierda, venciendo los sardos-franceses en la batalla de Magenta, siendo expulsado finalmente al otro lado del Adda  un cuerpo austriaco al mando de Ludwig von Benedek, que se quedó algo rezagado al cubrir la retirada austriaca. Posteriormente, cruzando el Adda los sardos-francos tras los tudescos, concentrados a su vez en Brescia, ocupada previamente por Garibaldi con sus cazadores de los Alpes como vanguardia, finalizó la guerra con el triunfo sardo-francés en la batalla de Solferino.

#### Guerra de Secesión
El sitio y reducción del fuerte Pulaski que se hallaba situado en la isla Cokspur (Georgia (Estados Unidos)), en posición muy estratégica, fue uno de los primeros hechos, entre las operaciones militares llevadas a cabo en la guerra civil estadounidense (1861-1865), y demostró plenamente el poder y la eficacia de los cañones rayados para practicar brechas a grandes distancias, distancias no conocidas hasta entonces y consideradas enteramente impracticables.
En el sitio de Charleston, 1863, las autoridares navales, en Washington, consideraban el fuerte Sumter, obra casamatada de ladrillo de cinco casas, con dos pisos de fuegos cubiertos y otro superior a Garbela,  un lugar estratégico, y una vez demolida esta fortaleza destruido su poder ofensivo, se afirmaba que los monitores y otros buques blindados podrían remover las obstrucciones del canal, apoderarse de toda la bahía y llegar hasta la ciudad.

#### Batalla de Sadowa
En la guerra austro-prusiana, Austria tuvo que constituir una guerra doble y Prusia se vio forzada a dividir su atención en dos diversos teatros de guerra, uno al este y otro al oeste, y en este se dieron hábiles operaciones, que revelan dotes de combinación y acierto estratégico-político del Estado Mayor de Prusia.
En 1866, en la batalla de Sadowa, grandes baterías, hábilmente dispuestas por el ingeniero Pidonell, trincheras-abrigos y otros obstáculos fortalecían las posiciones de Lipa y Chlum, y a las 9 de la mañana del 3 de julio, catorce batallones de la división de Franseky, sufrían todo el esfuerzo austriaco, batiéndose en el bosque de Benatek o Maslowed, el cual era la posición estratégica como punto llave de la contienda, puesto que por el citado bosque habían de ligar los dos ejércitos prusianos.

#### Utilización últimos adelantos
La guerra civil de los Estados Unidos y la guerra de Bohemia señalan ya en 1867 la influencia decisiva que la industria toma, la riqueza pública y el dinero para renovar frecuentemente un costoso material que queda obsoleto rápidamente, y junto la habilidad estratégica y la oportunidad táctica es necesario ya utilizar y perfeccionar los últimos adelantos.

#### Segundo Imperio Mexicano
Durante el Segundo Imperio Mexicano decidió Maximiliano I de México oponer una resistencia enérgica en defensa de su trono, pero reconociendo la imposibilidad de ocupar y dominar eficazmente los vastos territorios de México, adoptó un plan estratégico de ocupación restringido que debía limitarse a proteger eficazmente México y las comarcas que se extendían entre esta capital y Veracruz, y concentrar también la acción en los once estados del centro y abandonar las provincias marítimas, que fueron en breve evacuadas.

#### El Mahdi
El movimiento nacionalista dirigido por El Mahdi dio como resultado al hecho decisivo de la formación de otro Estado en la antigua Nubia y Sudán Oriental, y contra este estado guerrearon los británicos en 1898 al mando de Lord Kitchener, que se apoderó de Dongola y ganó la batalla de Omdurmán debido a su ventaja tecnológica militar, después de la cual se dice que sus tropas remataron a 3000 derviches heridos.

#### Guerra anglo-bóer (1899-1902)
Los bóeres mandados por su anciano presidente Paul Kruger, y bien equipados con armas modernas, obtuvieron al principio importantes victorias sobre los británicos, y con su estrategia invadieron las colonias de Natal, Rodesia y la Ciudad del Cabo, y entonces fue enviado de Inglaterra Lord Roberts con la estrategia de reforzar a los británicos con nuevas tropas, mientras que Paul Kruger emprendía su viaje a Europa con la estrategia de interesar a favor de los bóeres a los pueblos y a los gobiernos que no se movieron a auxiliarle, y las ventajas de los bóeres obligaron a reemplazar a Roberts por Kitchener, mientras que los ejércitos bóeres se iban consumiendo a pesar de sus victorias.

### Siglo XX

#### Imperio británico
Eduardo VII terminó la Guerra del Transvaal e hizo una estrategia de alianzas con Japón para contener el avance de los rusos por Asia, en 1902,  y con el mismo fin envió una misión al Tíbet en 1904 y procuró con gran ahínco el aumentó de la escuadra, al creer que su superioridad era una garantía incontratable del poder de Inglaterra, dueña de una red de cables submarinos para que no peligrara su imperio colonial en todo el mundo.

#### Guerra ruso japonesa
La guerra ruso japonesa (1904-1905), se produjo por la estrategia de Rusia de establecerse firmemente en el Oriente asiático fortificando el puerto de Wladivostock y agenciándose el de Port Arthur, que domina el Golfo de Petschill y el acceso marítimo a Pekín (1898); mas la pretensión de subyugar la Manchuria y la Corea, la puso en pugna con el Imperio del Japón:
- El emperador japonés Mutsuhito (1867-1912), había inaugurado un nuevo régimen con una estrategia aperturista, introduciendo instituciones europeas en el Japón, abrió sus puertos a los extranjeros, quitó su poder a los Mayordomos de Palacio (Shogun), su soberanía a la nobleza feudal (Daimios) y con el servicio militar obligatorio, privó de su importancia a la turbulenta casta guerrera (Samurais), dando en 1890 una Constitución parlamentaria con dos Cámaras.
- El raudo crecimiento de la población le inspiró una política de expansionismo adquiriendo las islas Kuriles y Siu-Kiu, y posteriormente dirigió sus ambiciones sobre la Corea, por cuya tenencia Japón sostuvo una victoriosa guerra con la China (1894-1895), mas la intromisión de las potencias europeas le obligó a complacerse con Formosa
- La alianza anglo-japonesa (1902) y el progreso militar, le capacitaron para entablar la guerra contra Rusia, la cual, no satisfecha con el arrendamiento de Port Arthur, anhelaba domeñar toda la Manchuria e influenciar a Corea:
  - Los nipones sin declaración de guerra, con una estrategia ofensiva, atacan a la escuadra rusa en Port Arthur y Chemulpo, ponen sitio a aquella, y rechazan el grueso del ejército ruso hasta Mukden, venciendo en varios porfiados combates
  - Los rusos, con una estrategia netamente defensiva,  limitados a los refuerzos que recibían por el ferrocarril transiberiano, no pueden sobreponerse a sus enemigos, y rinden Port Arthur y destrozada su segunda escuadra del Báltico, logran por mediación de los Estados Unidos de América la paz de Portsmouth, por la cual ceden al Japón la preeminencia sobre la Corea y el ferrocarril del sur de la Manchuria, esencialmente
  - Rusia disipa las perspectivas de su estrategia de dominación en el Pacífico y en la región marítima de China, y el Japón estrecha su estrategia de coalición con Inglaterra

#### Guerra turco-balcánica de 1912

##### Antecedentes
- La guerra ruso-japonesa produjo una largo aplazamiento en la cuestión balcánica, y después Bulgaria se declaró del todo independiente sacudiendo la soberanía nominal del sultán y se anexionó la Rumelia Oriental pagando a Turquía una indemnización en 1909
- Austria por su parte se anexionó mediante otra indemnización la Bosnia y Herzegovina
- En 1910 se formó una especie de federación entre Grecia y los Estados Balcánicos, para poder hacer frente en caso necesario a Turquía, y el príncipe Nicolás I de Montenegro tomó el título de rey
- Destronado el sultán del imperio otomano Abdul Hamid II por el partido liberal de los Jóvenes Turcos, y fue sustituido por Mohamed V en 1909, y Albania perdió la situación privilegiada que se le había dispensado, exonerada de la tributación  y el servicio militar, por lo cual los albaneses se levantaron en 1910
- Aunque los turcos consiguieron controlar la rebelión albanesa, los sublevados, cobijados en los demás países balcánicos, sustentaron la agitación que preparó la guerra de 1912

##### Guerra de 1912
En la guerra turco-balcánica de 1912, Montenegro declaró la guerra a Turquía por las vejaciones cometidas contra los cristianos y reclamando la autonomía de Macedonia, y tomaron las armas en su favor Bulgaria, Serbia y Grecia, mas apenas firmada la Paz de Londres (1913), los aliados vuelven unos contra otros sus victoriosas armas, falta de una estrategia en común:
- Bulgaria extenuada abandona la resistencia y los turcos recuperan parte de las posesiones pérdidas
- En agosto se firma la Paz de Bucarest y Turquía se queda con Adrianópolis y Kirkllissa, que habían costado a los búlgaros tan grandes sacrificios
- No obstante, la importancia estratégica de Turquía solo gravitaba en la posesión de los Dardanelos, clave de las comunicaciones entre el Mar Negro (Rusia) y el Mediterráneo, que trae a la memoria la situación del imperio bizantino a fines del siglo XIV

#### Primera Guerra Mundial

##### Orígenes
- Los orígenes de la guerra hay que buscarlos en la Historia y en le Geografía, consecuencia del descubrimiento total del mundo así como la guerra entre Roma y Cartago, resultó de la exploración del Mediterráneo
- Tuvo la Primera Guerra Mundial, como esta, por objeto el arrebatamiento de los tesoros descubiertos, tanto más necesarios a la vida de las enorme naciones modernas y cuanto más adelantada y compleja era su singular evolución industrial, demandante esencial de primeras materias para lo siguiente:
  - La producción o fabricación
  - Mercados para la colocación de productos
  - Medios de transporte para la distribución lo más amplia posible, hasta llegar a ser universal
  - Estaba en litigio, en una palabra, una estrategia de supremacía, el dominio económico del mundo: el Imperio británico en su hasta entonces indiscutida y que por lo mismo, juzgó irrebatible, hegemonía económica y política mundial, se sintió conminado por un pueblo, muy fuerte y preparado para la lucha, en todos los sentidos, la nación germánica
  - Por debajo de concausas ocasionales que pudieran parecer fortuitas y decisivas a los observadores superficiales, por debajo de las complicadas sordas luchas políticas entre pueblos, fue aquella profunda, sustancial y drástica rivalidad, la raíz más honda, la causa primordial, la razón última y determinante del estallido del conflicto, de enorme amplitud, transcendencia y consecuencias, tanto en el orden económico como en el político, en el territorial como en el social, en el de los hechos como en el de las ideas

##### Atentado de Sarajevo
El 28 de junio de 1914 caían asesinados en Sarajevo el archiduque Francisco Fernando de Austria, heredero de la Corona de austro-húngara y de su esposa, la duquesa de Hohenberg, por Gavrilo Princip, quien disparó a quemarropa sobre los Príncipes, y del proceso instruido por el crimen resultó que el complot se había urdido en una logia de Belgrado llamada "Narodva-Obrandna", donde se conspiraba, en connivencia con elementos oficiales, que aspiraban a reunir en Serbia a todos los elementos eslavos incorporados al imperio austrohúngaro.
La indignación en Austria fue descomunal y el 28 de julio, tomó forma de una nota-ultimátum, con un plazo de 48 horas, al Gobierno de Serbia, y al mismo tiempo, envió la Cancillería de Viena una Nota Circular a las Potencias, exponiendo, como explicación a las disposiciones tomadas, sus protestas contra el Gobierno serbio.
Por otra parte, se dieron las siguientes raras coincidencias: el 17 de julio, 6 días antes del ultimátum, Inglaterra había puesto en pie de guerra y movilizado su escuadra, y el mismo día el presidente de la República de Francia emprendió un viaje a San Petersburgo, declarando el 24 de julio Rusia que no permanecería ajena a la contienda, y ya mucho antes decía el zar a Alejandro de Serbia que podía contar con su ayuda

##### Ciencias aplicadas: invenciones
En la Primera Guerra Mundial, movilizó esta guerra en cada país de todas las inteligencias que quedaron desde la ruptura de hostilidades al servicio de los ejércitos:
- Necesidad de aplicar recursos de la ciencia a los problemas materiales y prácticos que planteaba la lucha
- Dispusieron los organismos militares del personal capaz de convertir en invenciones reales lo que hasta entonces no había salido de la esfera especulativa
- Las ciencias aplicadas se beneficiaron de esta colaboración entre la técnica y la industria y una serie de inventos producidos por ella se aplicaron inmediatamente en los campos de batalla

##### Ingeniería
Hasta fines del siglo XIX y principios del siglo XX, no se consideraba en el combate más armas que la infantería, la caballería y la artillería, la táctica de las tres armas como se titulaban en muchos tratados; mas antes de la guerra de 1914 empezó a tenerse en cuenta una nueva arma, la ingeniería, y durante ella tomó un gran desarrollo la aeronáutica, y estas dos armas y otras nuevas armas utilizadas en la Gran Guerra, y nuevos medios de lucha hicieron experimentar a la táctica mudanzas radicales, aplicadas en la Gran Guerra: 
- La táctica se adaptó a las modificaciones del armamento
- La fortificación alcanzó notable acrecentamiento, imponiendo a la artillería el ir intensificando sin cesar su potencia y cadencia de disparo
- Los transportes adquirieron una importancia predominante y el soldado es ahora más bien una fuerza en movimiento plegado a un material enorme

##### Lo material y lo personal
Por tanto, en la Gran Guerra, fuerza y material son dos elementos inseparablemente unidos y nada puede el uno sin el otro:
- La tradición se desvaneció en un instante, y la voluntad, el heroísmo, y el espíritu de resolución fracasan ante el trabajo mecánico de la ametralladora
- Contra el material ya no se puede luchar solo con lo personal, es el triunfo de la materia
- A la doctrina indolente de la ofensiva, aplicada a todas las situaciones era necesario substituirla por el  estudio y el trabajo: defenderse no era tan solo frenar el ataque con firmeza de corazón, sino era sobre todo operar sobre el terreno, calcular ángulos, establecer perfiles, buscar asentamientos, y construir la barrera frontal que no ha de ser franqueada

#### Tratado de Versalles (1919)
Este es un tratado de paz de 1919 que produjo las siguientes impresiones:
- Esta dictado por el deseo de revancha y desquite, por la derrota sufrida por Francia en 1870 en la Guerra franco-prusiana, y a la obcecación  de Inglaterra de reducir a la impotencia a la nación que se había atrevido a contender o competir con ella en la industria y hasta en la marina
- En la realidad, los alemanes quedaban sujetos a una manera de servidumbre obligados a laborar para los vencedores por muchos decenios, y renuncia y cede Alemania sus colonias, se le señalan zonas de ocupación, los límites de su ejército y marina, etc.
- Establece el tratado la Sociedad de las Naciones, creación americana del presidente Woodrow Wilson, y quizá lo más detestable del tratado sea la cuestión de las reparaciones, para las que se parte de la base no evidenciada de que Alemania fue la agresora y ha de apechar con todas las culpas de la guerra

#### Segunda Guerra Mundial

##### Europa

###### Campaña de Polonia (Septiembre de 1939)
La campaña de Polonia (1939), iniciada en 1 de septiembre, fue la primera de las acometidas belicosas que inició la Alemania hitleriana, contra suelo polaco, y los planes estratégicos de cada bando fueron los siguientes:
- El diseño operativo polaco preveía en síntesis las siguientes acciones:
  - En el corredor polaco, defensiva a todo trance
  - Contra la Prusia oriental una estrategia ofensiva
  - En el resto del frente, estrategia defensiva
- De parte germánica, el plan (Caso Blanco) trazado por el OKW, fue elaborado suponiendo los siguientes fines estratégicos:
  - Desde el punto de vista político, protección a las minorías alemanas y la uniyón de la Pomerania con la Prusia oriental
  - Desde el punto de vista militar, rápida y total destrucción de las fuerzas enemigas polacas (guerra relámpago)
  - Desde el punto vista económico, ocupación de la zona industrial de la zona sur polaca
  - Las operaciones fueron combinadas que permitían doble movimiento convergente, para eliminar el corredor polaco, mientras que otro movimiento de esta misma clase también doble de mayor radio de acción, conduciría a la ocupación de todo el territorio al norte del Vístula, con las más importantes ciudades de Polonia y zona minera e industrial, y donde se hallaba el grueso del ejército polaco
  - Otra concurrencia de fuerzas armadas estaba dispuesta al Este del Vístula para ocluir toda retirada a las fuerzas enemigas polacas y completar su aniquilamiento

###### Gran ofensiva alemana en occidente (Mayo-Junio 1940)
- Virtualmente resuelta la campaña de Noruega para Alemania, decide atacar esta en el Oeste para apoderarse de las costas del Canal de la Mancha, y crear una situación grave a Inglaterra su principal enemigo, y como la frontera franco-germana se halla cerrada por la formidable Línea Maginot y no se prestaba a un movimiento ofensivo, el gobierno de Alemania decidió repetir la estrategia  maniobrera del plan Schlieffen  de 1914, llevando eso si el esfuerzo principal por el ala izquierda del frente de ruptura, lo cual exigía la invasión de los Países Bajos y Bélgica
- Bélgica y Holanda decidieron defender su neutralidad al oponer por la fuerza al paso de las tropas germánicas, y solicitaron la ayuda de los Aliados que estos les ofrecieron de manera inmediata
- Los ejércitos que se enfrentaron en las grandes batallas que iban a producirse como consecuencia de la ofensiva alemana fueron por consiguiente:
  - Ejército alemán por un lado
  - El ejército de Holanda, Bélgica y Francia con el Cuerpo Expedicionario Británico por el otro lado

###### Guerra marítima y aérea (1941)
- La guerra aérea alemana contra los británicos fracasó en su objetivo, por lo siguiente:
  - Al tropezar con la inquebrantable moral del pueblo británico
  - Actuación eficaz de la aviación inglesa
- Debido a lo dicho las ofensivas alemanas, naval y aérea, con fines distintos se aunaron durante 1941, con una estrategia ya aéreo-naval por parte alemana, principalmente dirigidas a evitar el abastecimiento de las islas británicas,
- En general todo el año de 1941 transcurre con la acción de esta campaña de contrabloqueo:
  - No puede hablarse de guerras marítimas por escasos encuentros entre escuadras adversarias
  - Se trata de una guerra al transporte marítimo, ofensiva en el Eje, y defensiva en Gran Bretaña
- En la guerra aérea, las estrategias utilizadas fueron las siguientes:
  - Acciones de apoyo de las operaciones de los ejércitos de tierra
  - Ataque a la navegación por parte de Alemania e Italia
  - Los británico bombardear las bases que sirvan de punto de partida a los submarinos enemigos
- La Batalla del Atlántico es la expresión de estas acciones de bloqueo y contrabloqueo, concentradas:
  - Ataque a las rutas marítimas británicas
  - Gran Bretaña ante la imposibilidad de protección a cada uno de los buques de transporte recurre:
    - A la organización de convoyes, con la estrategia de proteger de una vez varios buques
    - A la variación del recorrido con la idea estratégica de reducir al mínimo el ir por zonas peligrosas, al amparo de Terranova, Groenlandia e Islandia
    - Se resucita el espíritu de los antiguos corsarios con el uso de ágiles y veloces corbetas
    - Finalmente imprescindible protección de los Estados Unidos de América, que utilizó medidas intervencionistas como la Ley de Préstamos y Arriendos de mayo de 1941

##### Guerra en Oriente
- En Oriente terminada la campaña de Okinawa muy costosa en hombre y elementos para ambos bandos, con ventaja para los americanos de quedar en posesión de una base e intensificar en forma considerable sus bombardeos aéreos en el Japón:
  - Estos bombardeos constituía dentro del plan general de la ofensiva americana la única forma de acción directa sobre el territorio metropolitano japonés, no cesando durante todo el 1945
  - Fue primero la aviación embarcada en la flota con base en las Malinas, reforzada por las superfortalezas volantes, y más tarde las escuadras asentadas en Filipinas y luego en Okinawa, las que tuvieron a su cargo la tarea de llevar la destrucción con sus bombas a los centros industriales, lugares de producción, arsenales, nudos de comunicaciones,...etc., estrategia de desgaste

#### Guerra entre Finlandia y la U.R.S.S. (Noviembre de 1939)
La guerra entre Filandia y la Unión Soviética, guerra de Invierno, tres meses después de haber arrancado la Segunda Guerra Mundial, nuevo conflicto militarista y en cierto modo autónomo a la campaña de Polonia, guardaba no obstante ceñida relación con la guerra ya ideada, entre Alemania, por un lado, y Francia e Inglaterra por otro:
- Las potencias europeas no podían saber cuales eran los límites de las ambiciones de los planes estratégicos de Rusia ni cuales eran sus verdaderos objetivos
- Tenían la presunción que desadormecidos los antiguos afanes del imperialismo ruso, la U.R.S.S. pretendía ahora explotar el pretexto  de la guerra con Finlandia, con la finalidad estratégica de llegar a las costas libres del Atlántico, amenaza también directa contra Noruega y contra Suecia, quien temía por sus ricos yacimientos de hierro

## Concepciones estratégicas o movimientos estratégicos en la Historia
- Jenofonte, coronó con brillante éxito la conducción a su patria de los 10 000 guerreros griegos después de la rota de Cunaxa, realizando en aquella memorable retirada actos de excelente pericia táctica y estratégica que a través de los siglos excitan hoy la admiración de quienes los estudian. Dejó escrita en su obra maestra Anábasis en la que aparte de la retirada de los diez mil, está el relato de la expedición de Ciro el Joven al Asia Superior. Jenofonte estaba con ellos casi por casualidad como el mismo dice pero después de la muerte de los caudillos del ejército griego fue uno de los cinco nuevos jefes que se eligieron y que dirigieron la inmortal retirada. Describió minuciosamente los países que había atravesado y trazó cuadros completos de las costumbres y del carácter de sus moradores. Lo que más encanta es la modestia del narrador y el hombre fue grande en terribles coyunturas y el historiador no se mostró indigno del hombre y trajo además con sus escritos y hechos militares el camino de la Gran Asia, seguida luego por el excelso caudillo macedónico, Alejandro Magno. Aportó también la idea del éxito posible de grandes marchas y expediciones concéntricas.
- Alejandro Magno, al que nadie puede negar la calidad de movimientos estratégicos concebidos por él y ejecutados por las tropas que dirigió el famoso capitán de la Antigüedad desde las riberas de Asia Menor hasta los márgenes del Indo. Realizó la aspiración suprema de los griegos en su política exterior que consistió en subyugar a la Persia y preparó al mundo para la dominación romana. Unió dos civilizaciones, la de Oriente y Occidente y estableció un cambio fecundo de ideas entre ellas.
- Aníbal, con ese ejemplo casi insuperable y brillante, digno de la mayor alabanza, concibiendo y ejecutando la idea estratégica de herir a Roma mortalmente, una Roma que fijaba toda su atención sobre un posible ataque cartaginés por la parte meridional de Italia. Aníbal pasando del Ebro a los Pirineos, dirigiéndose después al Rodano, remontando la cuenca de este caudaloso río, cruzando las elevadísimas cumbres de los Alpès y descendiendo luego a las fértiles llanuras del río Po para internarse en Italia y dar en suelo italiano terribles y afortunados golpes a la poderosísima y casi invencible República de Roma. Se ve con este ejemplo que los movimientos estratégicos deben tener siempre el objeto de llevar un ejército al punto o puntos donde menos sospecha el ejército enemigo que puede ser atacado. La estrategia de Aníbal destaca por su rapidez y la llevó a cabo o ejecutó a pesar de los obstáculos de todo género que tuvo que vencer y los romanos no sospecharon jamás que Aníbal se proponía ir a conquistar Italia tomando semejante rodeo, no adoptando las suficientes precauciones ni se preocuparon en reunir algunas tropas sobre Trebia y solo reunieron estas tropas después de haber sabido que Aníbal había atravesado los Alpes.
- Otro enemigo terrible de Roma fue Mitrídates, que resistió por espacio de 40 años a los más ilustres generales de la República y que meditaba una plan de guerra extensivo, el cual consistía en adelantarse desde las orilla del Bósforo arrastrando en su marcha a las naciones bárbaras y semibárbaras contra aquel enemigo.
- Julio César, Son admirables sus concepciones estratégicas y la forma de ejecutarlas de este famoso caudillo romano, para vencer y subyugar a las Galias (en las que fijó entre otras cosas su penetrante mirada porque podía ser la entrada otra vez de más Tribus Bárbaras como ya sucedió anteriormente en la época de Cayo Mario en la que Roma sufrió lo indecible para acabar con ellas (teutones, cimbrios, ambrones..)), liderando a sus tropas como diestrísimo general en los valles del Ródano, Rhin y del Sena.
- Tribus Bárbaras o Bárbaros que señorearon a Roma, en las que según Du Roure en su obra Histoire de Théoderic le Grand hay que destacar, aun cuando muchos lo pongan en duda, la habilidad estratégica de esas Tribus, cuyas operaciones de guerra y atrevidas invasiones eran guiadas y realizadas siguiendo reglas de la ciencia militar.
- Atila, rey de los hunos que concibió el proyecto de subyugar al Imperio romano y se hizo el representante fiel de los instintos de su nación que secundó de un modo irresistible sus miras ambiciosas. Según algunos historiadores como Jornandes y Prisco, el Imperio de Atila comprendía toda la Escitia, desde el Mar Negro a las orillas del Báltico, los sármatas, escitas, gépidos, hérulos, ostrogodos y otros pueblos sometidos. Una multitud de reyes se rendían ante él y 700.000 guerreros aguardaban ansiosos el momento de lanzarse a la pelea. Cuando murió en el año 453 su cadáver fue expuesto en el campo entre dos largas filas de tiendas de seda y los hunos cantaron alrededor con sombría fiereza lo siguiente: Este es Atila, rey de los Hunos, hijo de Mundzuck, señor de bravísima gente, que con inaudito poder poseyó la Escitia y la Germania y aterró a ambos imperios romanos de modo que por no entregar toda la presa le agobiaron con súplicas y le ofrecieron un tributo anual. Dio feliz término de sus empresas, y murió, no de herida enemiga, ni por traición de los suyos, sino en medio del placer y sin sentir dolor.
- La habilidad estratégica de Tariq, de Muza y sus tenientes después de la Batalla de Guadalete para sojuzgar en dos años toda la península ibérica siguiendo las mismas líneas señaladas por los romanos como más conducentes al dominio del país.
- Gengis Kan que tras vencer a Ung-Jan tomó posesión de los Estados Tártaros (Aún se llamaba Temugín y se hizo coronar con el nombre de Gengis Khan o Rey de Reyes). Destacó los primeros momentos de su reinado por grandes triunfos militares y declaró la guerra al príncipe juarezmita Mohammed tras haber subyugado a los príncipes de Carakathai y de hacerse dueño de todas las provincias que habitaban mogoles y tártaros y los pueblos de Khatai. Posteriormente llevó a otro lado sus armas vencedoras y en 1214 se había apoderado de Pekín, capital de China. Sus Estados eran inmensos y cuatro años después de haber derrotado a Gelaleddín murió, dejando una posteridad digna de su nombre ya que sus Estados componían uno de los Imperios más vastos que han existido, teniendo súbditos desde el mar Negro hasta China y en concreto en Europa sometió la parte meridional de la Moscovia, riberas del Dnieper, costas del Mar de Azof, Crimea y país búlgaro.
- En los siglos XVI y XVII el grandioso periodo de la milicia española en sus inmortales campañas de Italia, de Flandes, de Francia, del Sacro Imperio Romano y de Portugal se descubren concepciones estratégicas dignas de admiración del Gran Capitán, de Pedro Navarro, del Gran Duque de Alba, de Alejandro Farnesio, de Fuentes, de Ambrosio Espínola, del Cardenal Infante etc.
- Pachacútec logró con inteligencia, perspicacia bélica, sagacidad y un poco de diplomacia salvar un reino casi perdido, el Cusco, de sus enemigos naturales, los chancas, en la decisiva batalla de Yawarpampa, para así configurar el más grande imperio austral, el Tawantinsuyo.
- Toyotomi Hideyoshi de gran astucia y prudencia e ingenioso militarmente que completo la reunificación nacional del Japón y planeo conquistar a Corea y sojuzgar a China pero sin lograrlo.
- En el siglo XVII con arreglo a los fundamentales principios de la estrategia se movieron las tropas acaudilladas por Gustavo Adolfo II, por Turena (conde), por Marlborough y el príncipe Eugenio de Saboya.
  - De Gustavo Adolfo II destaca su gran genio estratégico en la Guerra de los Treinta Años de 1630 a 1632 de ocupar casi toda la Pomenaria y vencer a Tilly en la Batalla de Breitenfeld. Tras esta batalla realiza un movimiento estratégico que en lugar de ir hacia Viena para salvar la Alemania protestante se dirigió a las orillas del Rin por la Franconia y el Palatinado y derrotó nuevamente a Tilly en Wurzburgo y a los españoles en Openheim y Maguncia.
  - De Turena es digno de destacar entre otras cosas el movimiento estratégico de trasladar su ejército colocado en Lorena detrás de los Vosges, entre Luneville y Befort a Alsacia, donde su enemigo Montecucolli con su ejército cometió la torpeza de situar sus tropas y sus cuarteles de invierno. Turena cayó de improviso en medio de sus cantones y Montecucolli no pudo reunir su ejército por lo que fue completamente derrotado en Turwheim cerca de Colmar y obligado a repasar el Rin por las inmediaciones de Kehl. Montecucolli suponía a Turena tranquilo en su acantonamiento detrás de los Vosges, pero cuando menos se lo esperaba Montecucolli, reúne Turena su ejército y se dirige rápidamente al centro de Alsacia y la situación se convirtió ya para Montecucolli en imposible cuyas tropas se hallaban dispersas desde Basilea a Landau, reunirlas a tiempo para parar a Turena, debido a los movimientos estratégicos caracterizados por su rapidez y secretismo del general francés.
- Son ya en el siglo XVIII dechados de movimientos estratégicos los guiados por el caudillo prusiano Federico II de Prusia en los valles del río Elba y Oder y muy principalmente los que guiaron a las tropas de Federico a los campos de batalla de Rosbach y de Leuthen, donde el famoso rey consiguió sus dos mayores victorias.
- En la causa de los primeros triunfos de Napoleón I en Italia que consistió en la maniobra estratégica de conducir el grueso de sus fuerzas sobre una de las alas del enemigo (Napoleón I al arte de dirigir la guerra le llamó táctica en grande o la grande tactique y los preceptos por él establecidos lo mismo se aplicaban a los combates que a las marchas maniobras y por tanto no dividió nunca en dos partes el arte de la guerra). En 1800 es cuando se caracteriza el sistema napoleónico en el ramo de la estrategia, es decir, en el modo de disponer, dirigir y hacer la guerra y se reveló en lo siguiente:
  - Aniquilar y destruir ejército enemigo
  - O de cogerlo materialmente prisionero
  - Desechó añejas rutinas, contraídas a la toma de una o dos plazas o bien en la ocupación de una pequeña provincia limítrofe.
  - El medio principal de hacer las cosas en grande, consistía en aplicarse a desconcertar con preferencia al ejército enemigo arruinándolo, persuadido de que los Estados o Provincias se destruían por sí mismos, cuando no tenían fuerzas organizadas que las protegieran (Con la excepción de las Guerras Nacionales como la de España en la 1º década del siglo XIX, aunque sin el socorro de un ejército organizado nacional o extranjero, en toda lucha parcial, las poblaciones acababan por sucumbir).
  - Calcular de una ojeada las probabilidades que ofrecían las distintas zonas del teatro de la guerra.
  - Dirigir sus masas de tropas concéntricamente sobre la zona que fuera más ventajosa.
  - No descuidar nada para enterarse de la posición aproximada de las filas enemigas.
  - Lanzarse contra el ejército enemigo con la rapidez de un rayo:
    - Sobre su centro si estaba dividido.
    - Sobre una de las extremidades que conducían directamente a sus comunicaciones.

  - Por tanto envolver, cortar, esparcir, atacar, perseguir sin reposo al ejército enemigo, obligándolo a seguir direcciones divergentes.
- Generales franceses Hoche y Pichegrú. En el otoño de 1793 recibieron los generales Hoche y Pichegrú el encargo de lanzar a los alemanes de la Alsacia y levantar el bloqueo de Landau, pero el ejército prusiano se hallaba en las márgenes del Sarre y del Mosella y el ejército del Rin entre Estrasburgo y Saverne.
 El movimiento estratégico se realizó cuando el general Hoche, partió de Sarrelouis, Sarrebruck, Sarguemines y Hornbach. En esta provincia sólo existía el campo de batalla de Kayserslautern.
- La retirada a Zamosc del general polaco Wojciech Chrzanowski.- El hecho más honroso de la vida militar de Adalberto Chrzanowski es su paso a través del enemigo con 25 piezas de artillería que conducía a Zamosc para la defensa de la capital y haber logrado llevarla hasta las murallas de Varsovia. Su retirada a Zamosc está considerada una obra maestra de la estrategia y le valió el grado de general de división (destacó también en la toma de Varna en 1828 contra los turcos, y en Krassuvi, Leipzig y Waterloo))
- La Feldmariscal, Helmuth von Moltke, célebre oficial prusiano de origen danés luchando contra la derecha del ejército francés que marchaba por delante mandada por el general Moreaux, así como la izquierda lo era por el general Ambert y la cual marchaba por San Vendel. El ejército prusiano receloso en su izquierda por el movimiento del general Moreaux, se reunió todo en Kayserslautern, donde temía que el general Moreaux, que marchaba por Pirmasesns y Tripstand, le cortase la línea de operación sobre Maguncia. Entonces el general Hoche llama a sí a su izquierda y a su derecha y finge atacar al ejército prusiano en Kayserslautern y después aparenta ser batido y se retira por Dos Puentes hacia Bitche, desde donde se encamina por las gargantas del Lautern sobre Weissemburgo, Anweiter y Landau. Posteriormente ataca al ejército austriaco y el de los círculos de Alemania por el flanco derecho, al paso que el ejército del Rin, mandado por Pichegrú, ataca de frente al ejército enemigo. Con este bello movimiento estratégico se vieron obligados a retirarse en tropel los restos del ejército alemán, unos sobre Manheim y otros sobre la orilla derecha del Rin por el fuerte Luis, de que eran dueños y con tanta precipitación, que los franceses entraron en ese fuerte al mismo tiempo que la retaguardia austriaca y se apoderaron de él sin disparar un solo tiro. Dinamarca, se dedicó con ahínco a la reforma del ejército alemán y su gran inteligencia previó los acontecimientos que hicieron de Alemania el imperio más poderoso de Europa y quiso que el ejército estuviera preparado para llevar a cabo esta obra de engrandecimiento. Declarada la guerra contra Austria en 1866, se siguió el plan que Moltke había trazado y después de una sola y rápida campaña, se terminó con la batalla de Sadowa e igualmente dirigió el movimiento sobre Viena, que decidió a Austria pedir la paz. Posteriormente se le encargó de los estudios y planes de la futura campaña contra Francia y durante cuatro años se habló del cerco de París y las posiciones a tomar en profundas discusiones. Fue el verdadero artífice de los triunfos de los alemanes en esta guerra franco-prusiana pues a él se debió el plan y él dirigió la campaña.

## Estrategia y táctica en un punto decisivo en el campo de batalla
También decir que a veces sucede que para una misma operación de guerra las consideraciones estratégicas están en desacuerdo con las que se derivan del análisis del examen táctico de la situación del momento y en tal caso es conveniente dar preferencia a las consideraciones estratégicas que son absolutas y dependen de la configuración general del teatro de guerra, al mismo tiempo que las consideraciones tácticas puedan cambiarse.
No es extraño el que suceda que un punto decisivo de un campo de batalla, aconsejado por las inconveniencias tácticas, sea distinto que el determinado por las conveniencias estratégicas y en esa hipótesis, si la variación del punto de ataque no trae problemas insuperables que puedan hacer malograr el éxito de la batalla, es más decisivo dar preferencia al orden de combate que permita obtener mayores y más rápidos resultados de la victoria, en consonancia con el objetivo final de las operaciones.
Así se entiende que, estando en la batalla de Bautzen en el año 1813 el punto decisivo táctico en el ala izquierda del ejército aliado, el emperador Napoleón I prefirió, a costa de mayores esfuerzos, arrollar el ala derecha del enemigo, porque allí venía a concurrir la única línea de retirada que tenía el ejército enemigo.(Esto también puso en evidencia que la línea de retirada y los flancos tácticos se deben guardar con tanto esmero como las líneas de operaciones y los flancos estratégicos).

## Movimiento estratégico de Napoleón I que provoca pérdida de la Línea de Operación del Archiduque Carlos
Este movimiento estratégico es el que hizo Napoleón I para conducir a su ejército en la campaña del año V desde las márgenes de Miacio hasta los muros de Viena caracterizado por lo siguiente:
- Su base de operación era Mantua, con su izquierda en Trento, su derecha en Legnano sobre el Tagliamento
- El archiduque Carlos llegaba sobre la Carintia, sobre el Friul veneciano con refuerzos considerables sacados de Austria y del ejército austriaco de Alemania.
- El objeto de esta campaña era destruir el ejército austriaco de Italia antes de la llegada de aquel socorro.
- Desde el 10 de marzo a fin del año V puso el general Bonaparte su ejército en movimiento y sucedió lo siguiente:
  - Dirigió su izquierda que mandaba Joubert por Rovedero y Trento, sobre Bautzen, y desde allí sobre Tarvis, siguiendo la cumbre de las montañas y al mismo tiempo marcha con su centro y su derecha sobre el Tagliamento, ataca en Vavassone al ejército austriaco, que había tomado allí posición por su derecha y rechaza aquel ejército austriaco sobre Palmonova y Gradiska.
  - Pero inmediatamente después de la batalla de Vavassono, dirige el general Massena que mandaba el centro, sobre Tarvis y con su izquierda persigue a los restos del ejército austriaco en la misma dirección de retirada que pudo tomar, es decir, hacia Trieste.
  - Luego que llegó a Gradiska con la izquierda de su ejército, remonta el mismo valle del Isonzo y se dirige sobre Tarvis, donde reúne en un solo día el ejército.
- El archiduque Carlos, rechazado por la batalla de Vavassone o del Tagliamento sobre Trieste, había perdido desde aquel momento su línea de operación, cuya base había establecido en Klagenfurt y a consecuencia de estos sucesos ocurrió lo siguiente:
  - Perdió casi todo su material que había introducido en el valle de Isonzo.
  - No le fue posible tomar otra línea de operación, cuya base había establecido en Klagenfurt.
  - Perdió su ejército su fuerza moral
  - Fue arrojado de posición en posición este ejército del archiduque Carlos hasta Leoben.
  - Se vio obligado Austria a pedir gracia al ejército francés.

## Concentración
Movimiento estratégico para reunir las columnas de un ejército de operaciones, que deben marchar separadas y abrazando el mayor frente estratégico posible, para lo siguiente:
- Tener víveres y holgura
- Desorientar al enemigo sobre el verdadero objetivo, es decir, sobre el punto de ataque elegido
- Requiere una inteligencia, un tino especial, en lo que se llama logística y la ciencia de las marchas
- Según Jomini, esta alternativa de los movimientos espaciosos y de los concéntricos es el verdadero distintivo de un gran Capitán

### Movimientos estratégicos concéntricos
Son los movimientos estratégicos que se verifican sobre arcos imaginarios de círculos, que van disminuyendo progresivamente en radio, supuesto centro el lugar que ocupa el enemigo y está bien denominada la célebre invasión concéntrica de Francia por los aliados en 1814.
Picadas sobre el mapa las posiciones y etapas sucesivas se ven materialmente arcos de círculo, con radio cada vez menor y por consiguiente con disminución de intervalo entre los cuerpos invasores.
El adjetivo concéntrico está tomado de la geometría, ya que los círculos o figuras poligonales, que tienen un mismo centro, cuando un compás manteniendo fija una punta, se va abriendo o cerrando, describe círculos concéntricos.
Se dirá con geométrica exactitud que un movimiento concéntrico se lleva a cabo por medio de líneas de operaciones convergentes.

### Gran movimiento concéntrico estratégico de Napoleón I en 1805
En 1805 el ejército francés se hallaba entonces en las playas del Océano, su derecha en el Elba y su izquierda en Bayona.Su base de operación era Boloña del Mar. Este ejército estaba destinado á destruir el poder inglés e Inglaterra creó contra Francia una nueva coalición formada por las siguientes naciones:
- Prusia
- Rusia
- Austria

Después de enterarse Napoleón I de movimientos hostiles del ejército austriaco sobre Baviera, dirigió todo el ejército francés por un movimiento concéntrico sobre Ulm y debido a este gran movimiento concéntrico estratégico consiguió destruir al ejército austriaco en un solo día.
Después de esta campaña de 1805 y la paz que fue su consecuencia, se formó otra coalición con las siguientes naciones:
- Rusia
- Austria
- Prusia
- Inglaterra

Prusia fue la primera en demostrar sus intenciones hostiles contra Francia, apoderándose de Sajonia y vino a tomar posiciones sobre la izquierda del Saale y su derecha estaba en el Elba y su izquierda en Saafeld y Hof y su centro en Jena y Mersburgo. Napoleón tomó por base de su línea de operación á Maguncia y volvió a subir el Mein hasta cerca de su fuente y atacó a la izquierda del ejército prusiano en Hof y Paluen y se situó en la orilla derecha del Saale y a retaguardia del ejército prusiano entre el Saaler y el Elster. De este modo se apoderó de la línea de operación del ejército prusiano, que estaba sobre Leipsick y Dresde, pasó el Saale por Jena y Mersburgo atacando al ejército prusiano por su retaguardia y lo destruyó en menos de una hora, siendo admirables sin duda estos grandes movimientos estratégicos de Napoleón I.

## Waterloo: Napoleón I concibe movimientos estratégicos de enorme brillantez y profundidad
En los Cien Días, la política de este gran general, Napoleón I, que por esta vez había caído en falta, había dado tiempo a los ejércitos prusiano e inglés para reunirse en Bélgica y el ejército prusiano estaba en Ligny y el inglés en Waterloo. Napoleón podía hacer lo siguiente:
- Dar largas a sus enemigos y luego negociar, opción que desecho.
- Mantenerse en defensiva, recibiendo el choque en París y Lyon que se estaban poniendo apresuradamente en estado de defensa.
- Anticiparse a la agresión, batiendo a los anglo-prusianos antes de que llegaran los otros contingentes.

Para el hombre de 1796 y 1800, para el general de Montenotte, Rivoli, Champaubert o Montmirail la elección no podía ser dudosa y el movimiento estratégico de Napoleón I tenía por objeto separar para siempre el ejército prusiano del inglés y contando con las siguientes líneas de operaciones que eran las siguientes:
- - El Mosa para cortar a los prusianos de su base:
  - El Mons
  - La de Sambra para interponerse, impidiendo la unión del ejército de Wellington y el de Blücher, escogiendo esta para echar a Blücher al Mosa y Wellington al mar y por tanto ordenó:
    - Que su izquierda, mandada por Grouchy, que llevaba a sus órdenes á los generales Vandamme, Gerard y Excelmans atacase en Ligny al ejército prusiano, mandado por Blucher
    - Pero al mismo tiempo ordenó que su derecha, bajo el mando del mariscal Ney, se dirigiera a los Cuatro Brazos y obligó de este modo al ejército prusiano a retirarse sobre la derecha del Byle.

Por tanto el ataque previsto y fulminante se acomodaba más al índole de sus tropas y se llevaba la guerra fuera del suelo francés e intentando provocar el levantamiento de Bélgica y las provincias del Rin e eligió la tercera línea de operaciones, la de Sambra.
Por una consecuencia necesaria de esta gran combinación estratégica, los restos del ejército prusiano no tenía otra retirada posible que por Namur, Lieja y el Rhin o Dusseldorf, pero el general francés Grouchy permitió al ejerció prusiano, tan completamente derrotado en Ligny, que se retirada sobre Vavre y enseguida se reuniese al ejército inglés en Waterloo.
Ya el ejército inglés estaba completamente vencido, cuando el ejército prusiano llegó hasta la retaguardia del ejército francés y Napoleón I creyó por lo pronto que era Grouchy el que llegaba y no los prusianos (Un punto negro empezó a señalarse por la derecha del ejército imperial y se pensó primero que era un grupo de árboles, luego una columna en descanso, luego Grouchy, para al final comprobar la tremenda verdad que se trataba de aquellos prusianos desechados en Ligny, supuestamente en precipitada fuga y acosados por el cuerpo de Grouchy, que desembocaron feroces por el flanco derecho en el revuelto y ensangrentado campo de batalla). La fría perseverancia de Wellington iba a ser coronada por el ardiente valor del prusiano Blücher.
La falta cometida en esta ocasión por Grouchy es indisculpable, por su falta de tacto, tino, oportunidad y en esta hecatombe de Waterloo para intereses franceses, Grouchy, destinado a perseguir las reliquias prusianas, se obstina en no verlas y las tiene muy frescas a su lado. Se debe decir que también los generales Vandamme, Gerard y Excelman, incurrieron también en grave responsabilidad, porque suponiendo como se dice, que Grouchy no quiso marchar al combate, el deber militar les obligaba á desobedecerle, pasar de la derecha a la izquierda del Byle e ir a interponerse entre el ejército prusiano y el inglés é impedir la reunión de los mismos.
Debieron hacer estos generales franceses, lo que el general Thareau, muerto en la batalla de la Moskowa y el general Allix hicieron en el combate de Valontina en Rusia, ya que estos generales marcharon al combate contra la voluntad de Junot y se saca la lección de que hay circunstancias en la guerra en que un oficial general no debe tomar consejo sino de sí mismo y en este caso lo fue el día de la Batalla de Waterloo.
Sin la falta del general Grouchy, el ejército inglés de Wellington le hubiera sucedido lo siguiente:
- Hubiera sido rechazado sobre Amberes, que era su base de operación
- El ejército prusiano hubiera sido rechazado sobre la derecha del Rin, hacia Dusseldorf y Coblenza
- El ejército francés con otro movimiento estratégico que estaba en el plan de campaña, habría venido marchando por su derecha a atacar sobre el Rhin, en el Palatinado y la Alsacia, á los ejércitos rusos y austriaco que se aproximaban.

Difícilmente sería concebible movimientos de estrategia , más brillantes y vastos de Napoleón I, y combinación estratégica tan atrevida, exacta y perfecta como las 1º en su carrera militar, pero fue en su ejecución donde que hay de hallar el porqué de la derrota en Waterloo.

## Gran combinación estratégica de Carnot
Se debió a Carnot una sabía combinación de movimientos estratégicos que salvo en la última década del siglo XVIII a Francia de la invasión de ejércitos coaligados europeos, en la campaña de 1794.
En la campaña de 1793 los buenos resultados dependieron del movimiento estratégico del ejército del Mosela, de su izquierda hacia derecha, pero en la de 1794 se ejecutó en sentido contrario el movimiento estratégico y el ejército del Mosela, marchando de derecha a izquierda, bajo las órdenes del general en jefe Jourdan vino a incorporarse con el ejército de los Ardennes sobre los márgenes del Mosa y del Sambre, formando estos dos ejércitos reunidos el de Sambre y Mosa. Este ejército atacó y venció al austriaco en la batalla de Fleurus.
Al mismo tiempo que el general Jourdan ejecutaba su movimiento de derecha a izquierda por Sarrelonis, Bouzonville, Thionville y Longni, etc. se formaba otro ejército del Mosela como por encanto detrás del Sarre, en Sarrebruck, Sarguemines, se dirigió por Pirmasens y Tripsfadt sobre Kayserslautern, de que se apoderó contra el ejército prusiano, que ocupaba a la sazón aquel hermoso campo de batalla.
El general Moreaux que mandaba este nuevo ejército del Mosela, dejó en Kayserslautern cerca de 10.000 hombres a las órdenes del general Ambert y con los 50.000 que le quedaban marchó por su izquierda, pasando por Bitche, Sarguemines y Bouzonville y viene á acampar sobre la orilla izquierda del Mosela entre Thionville y Hayange y forma allí la reserva del ejército del Sambre y Mosa.
Tan pronto como la marcha del ejército de Sambre y Mosa se decidió sobre Lieja, el Bajo Mosa, el Roer y Aquisgran, el general moreaux dejó su campo por Sielk y Cousarrebruck.
El nuevo ejército del Mosela quedó en Trevéris todo el tiempo necesario para dar al de Sambre y Mosa, que era la izquierda de aquella vasta combinación estratégica, de que era autor Carnot, el espacio suficiente para que el general Jourdan llegará sobre el Roer. El ejército del Rhin mandado por el general Michaut, formaba el eje del movimiento. Por este nuevo movimiento, tan hábilmente combinado, llegaron á ocupar los ejércitos las posiciones siguientes:
- El de Sambre y Mosa entre Düsseldorf y Coblenza.
- El nuevo ejército del Mosela, entre Coblenza y el Nahe, apoyando su derecha en Over-Ingelheim.
- Los enemigos de Francia solo conservaron la ciudad de Maguncia sobre la orilla izquierda del Rin.

Estos movimientos estratégicos fueron tan sabiamente concebidos y tan hábilmente ejecutados, que los ejércitos enemigos que entonces eran dueños de toda la orilla izquierda del Rhin, se vieron en la necesidad de retirarse casi sin combatir sobre la orilla derecha.

## Pérdida de batallas por faltas estratégicas
A la grandeza de los movimientos estratégicos se debe siempre el triunfo en las batallas, pero también se pierden las batallas por faltas estratégicas como se muestra en los siguientes ejemplos:
- Por un falso movimiento estratégico perdieron los ejércitos franceses la campaña del año IV en Alemania.
- Por otro falso movimiento estratégico perdió también Wurmser en la misma campaña las batallas de Lonato y de Castiglione.
- Por una forzosa consecuencia de falsos movimientos estratégicos perdieron los ejércitos franceses, mandados por Macdonald y Joubert, las batallas de Trebia y de Novi, según se dice a continuación:
  - Si al retirarse Macdonald de Nápoles a Génova hubiera seguido el litoral del mar por el Speznia, hubiese podido reunir su ejército al de Joubert en Génova, pero marchó de Florencia por Bolonia y Plasencia. Los ejércitos enemigos se hallaban en el Piamonte hacia Tortona y Alejandría y en el centro de los dos ejércitos franceses. Atacaron al general Macdonald al pasar el Trebia, derrotándole, volvieron por su derecha sobre el ejército de Joubert, que desembocaba en las montañas de Génova sobre Novi por la Borghetta y los dos ejércitos franceses cogidos in fraganti de falsos movimientos estratégicos, fueron sucesivamente derrotados. El general Mcdonald para evitar la pérdida de estas dos batallas hubo de haber seguido el camino natural de Florencia sobre Génova por el Spezia, pues entonces los dos ejércitos franceses se habrían reunido en las montañas de Génova, lugar del que no hubiesen podido ser arrojados. La falta del general Mcdonal fue todavía menos imperdonable que la de Grouchy en Waterloo.
  - La pérdida mayor que Francia sufrió en la batalla de Novi fue la del general Joubert, como la mayor de la campaña del año IV fue la del general Morceau.

## Condiciones fundamentales para el completo éxito de un movimiento estratégico
Las condiciones fundamentales o esenciales (más otras que serán accesorias) para que un movimiento estratégico tenga un éxito completo son las siguientes:
- Celeridad o prontitud de su ejecución
- El secreto o sigilo del mismo
- Habilidad en los movimientos estratégicos

Quizás sea Napoleón I (que opinaba que la mejor noticia de un plan estratégico era su ejecución) el general que reunió el grado más alto de estas tres condiciones y por tanto los movimientos estratégicos se caracterizaran por lo siguiente:
- Se hacen fuera de la vista del enemigo
- El objeto es conducir un ejército a un campo de batalla determinado
- Ejecutado de tal forma que el enemigo no pueda presumir jamás cual es la intención del adversario.

El general que efectúa un movimiento estratégico debe combinar el conjunto de él y sus detalles de modo que inspire el mismo recelo sobre todos los puntos del frente del enemigo y obligue a este ejército a tomar iguales precauciones sobre todo su frente, quedando, por consecuencia en todas partes débil y se conseguirá tanto mejor este objeto cuando mayor sea el atrevimiento, la audacia y la celeridad con que se ejecuta este movimiento estratégico.

### Celeridad
Es una de las principales cualidades de un general en la guerra ya que ello asegura los sucesos, porque los acontecimientos inesperados abaten la constancia de todos los hombres y sin la celeridad no hay un gran general y además lo siguiente:
- Se previene al enemigo en todas partes
- Se entra con anticipación en campaña
- Se apodera de un puesto importante
- Se toma antes una posición ventajosa
- Se forma 1º en batalla un día en acción y se emprende el ataque
- Se corta la retirada a los fugitivos
- Se sacan de una victoria todas las ventajas que se puedan

Ejemplos en la historia de celeridad en la ejecución de movimientos estratégicos se dan en los siguientes personajes históricos, de entre otros:
- Ciro II el Grande, en la conquista de Lydia, que sabiendo que Creso se había retirado hacia Sardes, debía dispersar su ejército, resolvió marchar con él con toda celeridad para atacarle antes de juntar sus Lidios y apenas forma el plan estratégico o proyecto cuando lo puso en ejecución y pasa a Lydia a grandes jornadas y llegó antes que Creso tuviese noticia de su marcha.Y Creso aunque sorprendido de tan inesperado suceso llevó a su tropa al combate pero fueron derrotados y se vio obligado a refugiarse en Sardes.
- Jasón "El Tesaliense", del siglo IV antes de Jesucristo, se hizo proclamar jefe de toda la región de Tesalia, reunió un ejército considerable y una escuadra y con gran celeridad y habilidad y aliado a Tebas contra Esparta devastó la Fócida, se apoderó de los pasos de Grecia central y aún pensó en hacerse reconocer como jefe de todos los griegos y conducirlos contra el rey de Persia pero murió asesinado antes de poder ejecutar estos planes.
- Alejandro Magno, que por ejemplo después de la batalla de Gaugamela persiguió a Darío III toda la noche y la noche y la mañana siguiente hasta mediodía. Tras breve reposo marchó toda la noche siguiente y llegó al amanecer al campo que Bagistanes acababa de dejar y encontró algunas tropas enemigas que le dieron noticias de Darío. Aunque los hombres y caballos se hallaban fatigados de esta marcha forzada la continuo toda la noche hasta el día siguiente hasta mediodía. Llegó a un lugar donde Darío se había detenido en la víspera y queriendo hacer una diligencia ordenó a 500 caballeros echaran pie a tierra, ya que ni la infantería ni la caballería cargada de armas podían aguantar y que los más vigorosos oficiles de infantería montaren a caballo, armados como estaban y que Nicator y Átalo siguiesen el camino que Darío con Beso habían cogido, mientras el prosiguió por una camino más corto pero sin agua y partió al ponerse el sol después de haber andado 400 estadios o 16 leguas, alcanzando al amanecer a Darío y su escolta y la atacó (aunque Beso abandonó a Darío después de haberle asesinado).
- Julio César, que cuando la celeridad era necesaria, como con la sublevación de Avernia por el caudillo galo Vercingetórix o en las guerras civiles persiguiendo a Afranio y Petreyo y más tarde a Pompeyo (al que después de la batalla de Farsalia creyó Julio César que el único objetivo de sus cuidados debía ser perseguir a Pompeyo en cualquier país que fuera a ocultarse, por temor que Pompeyo juntara nuevas tropas y renovara la guerra ) nada le detenía, nada le asustaba y despreciaba todas las intemperies de las estaciones y ningún obstáculo o fatiga podía contenerle. Y la celeridad con que había sometido a la Galia sirvió para contenerla pues pasando Julio César de una ciudad a otra, reprimía el deseo que todos tenían de renovar la guerra y los obligaba a ocuparse de su propia conservación y a echar en olvido la de otros y esta conducta contenía en la fidelidad a sus aliados y a los pueblos sometidos.
- Carlomagno, que pasaba de un extremo de Europa a otro y las dificultades de los caminos, temporales, montes, ríos, no parecían detener sus excursiones y las dilaciones de un enemigo insidioso, débil o sorprendido no tenían sobre el influencia alguna e iba siempre derecho a su fin sin perder un instante. Y su largo reinado tuvo dos objetivos, como fueron formar de todos los pueblos germánicos un solo cuerpo de nación y dotarla de una organización completa (Empresa gigantesca porque los pueblos que encerraban la Europa Occidental se hallaban en perpetua guerra. Las fronteras del Reinado de Carlomagno estaban amenazadas; por la parte oriental por sajones, bávaros, ávaros, daneses y eslavos; por la parte Sur y Sudeste por lombardos y sarracenos y por la parte interior, los aquitanios, bretones y turingios no fueron siempre muy leales y por último la aparición de los normandos) y el ataque, la iniciativa siempre partió de Carlomagno y vivió en perpetua lucha con sus vecinos.
- Bertrand Du Guesclin, general francés que a pesar de haber recibido aviso que le descubría la facilidad de una empresa, partía para ejecutarla, sin omitir las más capaces precauciones de asegurar el suceso. Se caracterizó también porque jamás dejó escapar una ocasión, previno en todas partes al enemigo y siguió siempre sus objetivos, sin detenerse por las proposiciones capciosas que le hacían,
- Napoleón I con los siguientes ejemplos:
  - Cuando el general Bonaparte tomó el mando del ejército de los Alpes, en la campaña del año IV, comenzó a molestar al ejército austro-sardo sobre su derecha e izquierda y no hizo demostración alguna sobre el centro. Engañado por estas demostraciones, el general enemigo lleva todas sus fuerzas sobre su derecha e izquierda y deja su centro desguarnecido. Cuando el general Bonaparte vio que el general enemigo había creído en aquellas falsas demostraciones, cae sobre los desguarnecidos centros con toda las fuerzas que había llamado de su derecha e izquierda. De este movimiento resultaron los combates de Millesimo y de Diago, que hicieron penetrar al ejército francés en el corazón de Italia. Este movimiento estratégico separó para siempre al ejército austriaco del ejército piamontés y por una consecuencia necesaria de este movimiento y de resultas del combate de Ceva, el rey de Cerdeña se vio obligado a firmar una paz vergonzosa y abandonar a los franceses sus estados y por otra consecuencia de este mismo movimiento se halló el ejército austriaco en la necesidad de refugiarse detrás de la orilla izquierda del río Po. Bonaparte concluyó un armisticio con el rey de Cerdeña y no siguió al ejército austriaco en su retirada de Valencia a Milán ya que podían ponerle obstáculos de todo tipo en los ríos Po, Doria, etc. Las fortalezas de Alejandría y Tortona fueron entregadas a Bonaparte por el rey de Cerdeña y estableció en ellas una nueva base de operación contra su adversario y marchó rápidamente sobre Plasencia y desde allí sobre Lodi para anticiparse al enemigo encontrándose solo con un débil obstáculo que fue destruido de inmediato. Con tanta celeridad fueron los triunfos del movimiento estratégico de las fuentes del Bormida hasta Lodi, que el general austriaco no pudo siquiera disponer la destrucción del puente de Lodi. Estando bien asegurada esta última línea de operación, Lodi y Adda, el enemigo, colocado entre las montañas de los Alpes suizos, corría presuroso por Milán y Brescia y por Bassano y Chiari para volver a coger la línea de operación sobre Mántua. Pero el ejército francés de Bonaparte con gran celeridad evitó que el ejército austriaco ganase las orillas del Mincio y después de pérdidas inmensas logró solamente salvar sus restos por el Norte del lago de Guarda. Es difícil encontrar en la historia militar un tan brillante movimiento estratégico como el analizado y sin embargo, el general Bonaparte no tenía más que 26 años y luchaba con uno de los generales más hábiles del ejército austriaco.
  - Tras la batalla de Leipzig, Napoleón I regresó a París y organizó con gran celeridad otro ejército para oponerse a la invasión de los ejércitos coaligados y al saber el paso del Rhin por los aliados, salió rápidamente de París el 25 de enero de 1814 y comenzó una de las campañas en que su genio militar fue más admirable con las siguientes victorias:
    - El 27 de enero de 1814 en Diezier
    - El 29 de enero en Brienne
    - El 1 de febrero en Miere, hicieron abrir en Chatillon del Sena un Congreso e incluso posteriores nuevas victorias en Chapaubert, Montmirail y Chateau-Thieny agobiaron tanto al ejército austriaco y le separaron del gran ejército de Bohemia. Pero el último plan estratégico de Napoleón I para cortar las comunicaciones con la frontera y destrozarlos al frente de París fracasó por la inexplicable rendición de esta plaza y por la pasividad de sus mismos oficiales el 31 de marzo y Napoleón I se vio obligado a abdicar de la Corona en Fontaineblau en 11 de abril.
- Erwin Rommel
- Otros

### Secreto
Los movimientos estratégicos que se hacen siempre fuera de la vista del enemigo y que tienen por objeto conducir un ejército a un campo de batalla determinado, deben ser ejecutados de tal modo que el enemigo no pueda presumir jamás cual es la intención de su adversario.
Entre los brillantes movimientos de Turena, general francés se ha de citar el que hizo para trasladar su ejército, colocado en Lorena, detrás de los Vosges, entre Luneville y Béfort á Alsacia, donde su adversario Montecuculli, aunque general muy experto, cometió la torpeza de situar sus tropas y sus cuarteles de invierno. Turena cayó de improviso en medio de sus cantones y Montecuculli no pudo reunir su ejército, por lo cual fue completamente derrotado en el combate de Turkhejm, cerca de Colmar y obligado a repasar el Rhin por las inmediaciones de Kehl.
Se ve por este ejemplo que los movimientos estratégicos deben tener siempre el objeto de llevar un ejército al punto o puntos, donde menos sospecha el enemigo que pueda ser atacado. Montecuculli suponía a Turena tranquilo en sus acantonamientos detrás de los Vosges, pero cuando menos lo esperaba, reúne Turena su ejército y se dirige rápidamente al centro de Alsacia e imposible le fue a Montecuculli, cuyas tropas se hallaban dispersas desde Basilea a Landau reunirlas a tiempo por el tan rápido movimiento de Turena y tan bien guardado había estado el secreto.

### Habilidad en los movimientos estratégicos
El año 1796 es clásico en la historia del arte de la guerra con entrada en escena de dos grandes capitanes Napoleón Bonaparte y el Archiduque Carlos, con dos grandes, antiguos y conocidos teatros: Italia y el Rhin.

#### Campaña V: 1797
A principios de la campaña V, opuso Austria al general Bonaparte su general predilecto, el archiduque Carlos, que en la campaña del año IV había ejecutado hábilmente un hermoso movimiento estratégico entre el Danubio y el Mein, contra los ejércitos franceses del Rin y de Sambre y Mosa, mandados por los generales Marceau y Jourdan, y abrillanta el laurel de esta notable campaña IV, tanto por la dirección como por la ejecución al citado archiduque y también a su vigoroso teniente Latour, lo siguiente: la movilidad, la iniciativa y el arte difícil de moverse con sus fuerzas recogidas contra el enemigo envalentonado y superior (hay autores que también encomian la retirada de las tropas republicanas francesas de Marceau por la Selva Negra por las dificultades materiales y topográficas, pero no tácticamente por la ausencia por los flancos o la espalda de una poderosa fuerza capaz de cerrar el paso a su retirada: Moreau prosigue su trabajosa retirada por la Selva Negra y es batido una vez en Enmendingen por todas las fuerzas del archiduque y otra vez en Schliengen hasta que al fin, el 25 y 26 de octubre, repasa el Rhin por Huninga, y tanto esta plaza, como Khel frente a Estrasburgo son al punto cercadas con sobrada osadía por el archiduque Carlos, que las tomó en los primeros meses de 1797,).
En esta ocasión se mostró sumamente hábil el archiduque Carlos, pues ocultando diestramente un movimiento de su izquierda hacia la derecha, se dirige sobre los márgenes del Danubio sobre el Mein y corta completamente la línea de operación del ejército de Jourdan, cuya base era Neuwied y Coblenza sobre el Rin.
Tal vez no ha habido general hasta esta época de finales del siglo XVIII que se haya encontrado en posición más difícil que la que se encontró el general Bonaparte. Pero fue mucho más hábil estratégicamente, pues trajo sano y salvo su ejército á la orilla izquierda del Rin y en esta retirada francesa no hubo más que una pérdida considerable, la del general Marceau, cuya retaguardia mandaba y el cuerpo de este general fue enterrado en el fuerte de Erhensbreistein y con el mismo respeto de los dos ejércitos beligerantes, que se dieron la mano acaso por primera vez, en honra del gran general que Francia acababa de perder.

## Diferencias entre estratagema y estrategia
La estratagema militar es un ardid de guerra, engaño hecho con astucia y destreza y se caracteriza por lo siguiente:
- Empleo de la astucia
- Fingimiento
- Engaño artificioso
- Destreza
- Empleo del ingenio
- Cálculo

puestos en práctica y en acción para engañar al enemigo y colocarlo en posición difícil o crítica que produzca su rendición o derrota.
Por otra parte, la estrategia es la parte de la ciencia de la guerra que mueve a las tropas sobre el teatro de operaciones para colocarlas frente al enemigo en el campo de batalla.
Pero hablando de la estratagema: ¿en qué escala se toma ese ardid y ese engaño? ¿En la del sargento que guía una patrulla o en la de Napoleón I en sus ardides de la Marengo o de la Ulm?
Las opiniones al respecto de diversos autores sobre la voz militar estratagema como los siguientes:
- Federico Moretti autor de un diccionario militar español-francés, opina que la estratagema oculta lo cierto y hace creer al enemigo lo falso por verosímil.[35]
- Según el diccionario militar del capitán retirado J.D'W.M., editado en Madrid en 1863, en la estratagema se realizan movimientos falsos para entretener al enemigo y hacer pasar por incierta la verdad sobre el objeto real de las operaciones.
- El marqués de Carrion-Nisas opina que es una especulación establecida o fundada sobre el error que se pretende hacer caer al enemigo y es un cálculo sobre lo que probablemente hará el enemigo a consecuencia de este error y sobre lo que uno mismo debe hacer para aprovechar los movimientos que esta decepción le inspirase dentro de una guerra, de una campaña, de una sola operación. Afirma que la estratagema solo puede existir en los tiempos modernos solo en la estrategia no en la táctica.[36]
- José Almirante opina que el estratagema se puede emplearse en las operaciones que se hacen al alcance del enemigo que fuera de la acción inmediata de este y estratagema es lo pequeño y estrategia lo grande, pero son ambas del mismo género y cita lo siguiente:El ardid, la estratagema del pobre guerrillero, del comandante del batallón, toma los vuelos en el que manda 30, 60, 100000 hombres de movimientos, operaciones estratégicas y así como el traidor puñal, cuadruplicando su longitud, se convierte en noble espada, también que en el valor de las palabras, dentro de la altiva estrategia, esta la humilde estratagema.

La conclusión es que no es posible analizando la voz militar estratagema rigurosamente reducir a reglas el modo de conducir y realizar las estratagemas ni reducirse a máximas la sagacidad, lo artificial y el terror y a lo largo de la historia operaciones militares de suyo difíciles, peligrosas y de éxito dudoso, si se intentaron por los procedimientos regulares y ordinarios, se hallaron siempre multitud de estratagemas que al ingenuo jefe u oficial que las ideó y ejecutó sugeridas por las circunstancias del caso.
Y aunque ha habido publicistas, eruditos y estudiosos que compilando estratagemas efectuadas en variedades de ocasiones, han formulado ciertos preceptos para llevar a cabo determinadas empresas de guerra, sirviéndose más de la sagacidad y del ingenio que de la fuerza y del valor. Pero José Almirante y otros opinan pretensión ridícula el reducir a regla escrita el arte de engañar, como el arte de conmover, como el arte de vencer e inútil parece detenerse en instrucciones sobre el modo de combinar y ejecutar estratagemas y seguir con ello el ejemplo de Frontino (o de Polieno o el marqués de la Roziere), cuyas añejas historias, al decir de Jomini, más bien parecen de otro mundo.
Por tanto reducir a máximas la estratagema parece tarea harto difícil y no admiten principios fijos y comúnmente se idean y llevan a la práctica en cada caso concreto, según el ingenio, la astucia y arte del que manda , en cambio la estrategia se puede reducir a máximas y reglas generales que deben observar siempre en el gobierno y dirección de los ejércitos en campaña.
Para terminar decir que se debe huir del abuso y complicaciones en ardides y estratagemas porque algunas son cándidas y absurdas y como por su índole propia no pueden ser sistemáticas o metódicas, muchas fallan y hacen perder un tiempo precioso a quienes las utilizan.

### Ejemplos de estratagemas
- Marco Antonio, enojado de que los Partos le picaran la retaguardia en sus marchas todas las mañanas cuando levantaban el campo, no lo desalojó hasta cerca de mediodía, y tuvo tiempo de acabar su marcha sin incomodidad valiéndose del ardid de que cuando los partos lo hostigaran, sus hombres para cubrirse de la multitud de flechas partas, pusieran una rodilla en tierra y que la segunda fila de batalla metiese los escudos sobre las cabezas de la primera, la tercera sobre las de la segunda, la cuarta sobre la tercera, etc., de tal manera que todas las hileras se hallaban cubiertas ( para los mismo se valían los antiguos españoles de las rodelas y eran suficientes para resistir los arcabuzazos, según el que fuera Maestre de Campo Francisco Ventura de la Sala y Abarca, en su obra Después de Dios la primera obligación y glosa de órdenes militares, Nápoles: Gerónimo Fasulo, 1681)
- Abenuth, rey de Murcia, para dilatar los términos de su reinado, confiado más en la industria que en su esfuerzo, se metió a celoso predicante de la observancia del Alcorán, con lo que logrando ponerlos a todos de su parte pudo resistir y defenderse del Santo Rey D. Fernando
- Al príncipe Luis de Baden le salió mal el proyecto de sorprender al Conde de Marsin, que cruzaba el Rhin con una considerable fortuna para el Duque de Baviera, pues aunque envió al general Palfi con mil quiñientos caballos para incordiarlo en su marcha, le halló tan prevenido que tuvo que retirarse; pero Marsin, receloso de algún encuentro, acomodó en diferentes sacos o talegas el oro y la plata, para que puesto a la grupas de los caballos de los mejores oficiales tuviesen la misma seguridad o riesgo de su vida,  y logró llegar al fin al campo del Duque sin menoscabo de gente ni riquezas.
- Cuando Alejandro Farnesio (duque de Parma), pasó a Francia durante la Liga, atravesó las llanuras de la Picardía, marchando en columna en medio de dos filas de carros que cubrían sus tropas (Ciro II el Grande contra Creso ya había utilizado la trinchera movible de carros para formar su retaguardia), y Enrique IV de Francia a pesar de sus grandes deseos de entablar combate, jamás se atrevió a obligarlo porque no podía conseguirlo sin atacar la citada trinchera, lo que le habría expuesto a una pérdida irreparable.
- En 1702, después de la batalla de Crostolo, faltó poco para que el príncipe Eugenio de Saboya, deshiciera completamente al ejército de Vendome, Luis José de Borbón, que creyendo que se hallaba aun de este lado del Po, estaba acampado detrás del dique del Zero y solo una casualidad le hizo descubrir a los franceses, ya que Eugenio había calculado perfectamente las desigualdades del país que debían ocultar su emboscada.
- El marqués del Bai, uno de los generales de Felipe V de España se puso en marcha para sorprender Alcántara, cuando los aliados se acababan de apoderarse de ella. Bai que se enteró de que su proyecto había sido descubierto, aparentó que abandonaba la empresa e hizo retirar sus tropas por diferentes caminos, la guarnición se relajó y Bai que lo había previsto hizo reunir a sus tropas y fue sorprendida la plaza.
- Durante las revoluciones de Hungría, el general Sauches sorprendió la plaza de Sigest con la estratagema de haber hecho entender al Gobernador que le enviaban algunos barcos de provisiones para la guarnición, y habiéndolos cargados de tropas escogidas entraron hasta la ciudad y llegando al puente levadizo saltaron en tierra los soldados, quienes encontrando desprevenidos los del presidio, se apoderaron fácil de él.
- Carlos V de Lorena encontrando cerca de Mohács a los Turcos superiores en número en un campo muy ventajoso por las lagunas y trincheras que habían hecho y visto que arriesgaba demasiado si les ataca en su fuerte, les hizo salir de él por una salida fingida y obtuvo célebre victoria.
- En la batalla de Guastalla, en 1734, dada por el ejército franco-sardo a las órdenes del rey de Cerdeña y los mariscales Boglio y Coigny contra los imperiales de Koenigseck, venció el ejército franco-sardo en gran parte incorporando a cada compañía de infantería cuatro de los mejores tiradores del ejército encargados exclusivamente de tirar a los generales y oficiales del enemigo, logrando lo propuesto, ya que a las pocas horas de combatir recayó el mando de los imperiales de muchas divisiones en los tenientes coroneles  y se pusieron las tropas imperiales en desorden.

## Diferencia movimiento de estrategia y movimiento de táctica
Algunos ejemplos de la diferencia entre movimiento estratégico y movimiento táctico podrían ser los siguientes:
- Movimiento estratégico.-En la Guerra de 7 años, sostenida por Federico II contra Austria, Rusia, Alemania, Inglaterra y Francia, por medio de un movimiento estratégico sabiamente combinado fue como vino desde Silesia a dar al general contrario Soubise, la batalla de Rosbach, marchando de izquierda a derecha, apoyando su izquierda sobre el Oder y su derecha sobre el Elba y el Saale.
- Movimiento de táctica (maniobras).-Al llegar el ejército de Federico a la vista de Soubise hace ciertas demostraciones sobre la izquierda y le obliga a cambiar de posición y marchar por su derecha que era lo que deseaba Federico que pasase, el cual desde que comenzó el movimiento de Sousibe y cuando vio que este no podría contener ya dicho movimiento, marchó inmediatamente a la izquierda, atacó el flanco derecho de Soubise y destruyó su ejército. Los movimientos de ambos ejércitos son de táctica.

Si hay que distinguir la 'táctica' de la 'estrategia', es que la maniobra es peculiar y exclusivamente de la 'táctica' y el movimiento de la 'estrategia'.

### Movimientos tácticos de Napoleón Bonaparte precedidos de un movimiento estratégico
Los movimientos tácticos siempre se hacen en presencia del enemigo y en la batalla de Eckmul, por medio de sus movimientos estratégicos lleva Napoleón I el ejército francés hasta dar de frente al ejército austriaco del archiduque Carlos, que había tomado posición entre el Danubio y el Isar, apoyando su derecha en Ratisbona y su izquierda en Lanshut.Con fingidas demostraciones molesta Napoleón I á su adversario por su derecha en Abensberg y tan luego como obtiene el resultado de este movimiento estratégico, marcha por la derecha en frente del enemigo, ataca al ejército austriaco en su centro, arrolla á toda la izquierda del ejército austriaco sobre Landshut y en seguida por un movimiento á la derecha marcha sobre Eckmuhl y no deja al archiduque Carlos más retirada que Bohemia, demostrando estos movimientos tácticos la sublimidad misma del genio militar de Napoleón I.

## Otros términos

### Teatro de guerra
Según Jomini, el territorio en conjunto donde la guerra se hace o tiene lugar y abraza todas las comarcas en que pueden atacarse sea propio territorio, sea en el de sus aliados o de potencias secundarias que arrastran en su torrente por temor o por interés y cuando hay operaciones marítimas (hoy sería aereomarítimas) no se limita al teatro de las fronteras de un Estado y se caracteriza por ser lo siguiente:
- Cosa vaga
- Sujeta a incidentes
- No se debe confundir el teatro de guerra con el teatro de operaciones que cada ejército puede abrazar con independencia de toda complicación.

### Teatro de Operaciones de un ejército
Comprende todo el territorio que trata de invadir un ejército o todo el territorio que puede tener que defender un ejército.

### Base desde un punto estratégico y táctico
Base a finales del siglo XIX tenía los siguientes significados:
- Tácticamente, base de alienación de la compañía, batallón, una fracción cualquiera en la nueva línea o alienación determinada por un despliegue, cambio de frente o maniobra análoga y la directriz, la línea de dirección de la marcha es generalmente perpendicular a la base.
- Estratégicamente, la base de operaciones era el punto, la línea, la frontera, la comarca donde se concentraba un ejército de operaciones al abrir una campaña, donde se establecía el núcleo de todos los servicios y de donde habían de sacar sus recursos y fuerzas:

En cuanto a la mejor dirección de la base de operaciones con respecto al enemigo, lo siguiente:
- El archiduque Carlos esta por las paralelas como menos fácil de romper
- Jomini por las perpendiculares como más a propósito para dividir al enemigo:

### Frente
Terreno que se extiende delante de una tropa por oposición a flancos.

#### Frente Estratégico
La extensión del frente que abrazan y mira a la parte del enemigo junto a los enemigos

#### Frente de Operaciones
La posición del terreno desde donde el enemigo podrá probablemente llegar sobre este frente en 1 o 2 marchas.
Es por tanto la parte del territorio que se extiende delante del Frente Estratégico a la zona hasta donde en un momento puede llegar la acción del ejército

#### Posiciones Estratégicas
Luego que un ejército se encuentra colocado en la zona del teatro que ha de abrazar para atacar o defenderse, ocupa en él, por lo común posiciones estratégicas.

#### Líneas de defensa
Tan pronto como las operaciones de una campaña estén a punto de empezar, uno de los dos ejércitos tomará sin duda la resolución de esperar al enemigo y en este caso cuidará de apoyarse en una línea de defensa más o menos preparada de antemano, la cual podrá estar:
- Sobre la misma línea del frente estratégico
- Un poco más a retaguardia
- De esto resultará naturalmente que a veces aparecerá que este frente forma también la línea de defensa como sucedió en 1795 y 1796 sobre la línea del Rin que sirvió al mismo tiempo de línea de defensa a los austriacos y a los franceses, al paso que el frente estratégico y el de operaciones de ambos ejércitos se hallaban a sí mismo sobre la propia línea.
- Dentro de la táctica peculiar de la infantería, el reglamento del ejército español de finales del siglo XIX llama línea desplegada a la formación de las tropas en una línea, colocadas las compañías y los batallones desplegados, sobre un mismo frente.

#### Diferencias Frente Estratégico y Frente de Operaciones
El Frente Estratégico conviene mejor para designar el de las posiciones realmente ocupadas por el ejército.
El Frente de Operaciones designa el espacio geográfico que separa los 2 ejércitos, extendiéndose a una o a muchas marchas más allá de cada extremidad de su Frente Estratégico y donde es probable que lleguen a chocar.
No obstante, según lo que dejó escrito Jomini, otro autor como Vial no admitió la distinción de Jomini y que da al frente de operaciones el concepto que según este tiene el frente estratégico:
- El frente de operaciones es enteramente distinto de la base
- Es móvil y avanza con el ejército
- La base es un accidente estratégico material e inmóvil
- La extensión del frente de operaciones varía no solo con la fuerza del ejército sino también con las circunstancias y la naturaleza del terreno y se reduce en lo siguiente:
  - Países montañosos
  - Cerca del enemigo
  - En la víspera de la batalla
- Se ensancha en lo siguiente:
  - Países llanos
  - Cuando el enemigo está lejos
- Se puede comparar un frente de operaciones estratégicas con un frente de operaciones tácticas, cuando varias columnas marchan juntas sobre un terreno de maniobras o sobre un campo de batalla y tienen necesidad de detenerse en ciertos puntos para ponerse en contacto, colocarse a una misma altura y rectificar sus posiciones respectivas y lo mismo sucede en estrategia.

#### Frente de operaciones paralelo y frente de operaciones oblicuo
- Un frente de operaciones paralelo presenta ventajas para las concentraciones rápidas y para los ataques centrales.
- Un frente de operaciones oblicuo sirve generalmente para preparar los movimientos envolventes siempre que cubra bien las comunicaciones del ejército a la vez que amenaza las del enemigo.

#### Frente Estratégico del Teatro
Es el lado del teatro en que se libran los 1º combates o en el que el ejército que permanece a la defensiva establece línea de posiciones militares para resistir al invasor.

#### Frente Estratégico del ejército
La línea más o menos regular que forman las cabezas de los cuerpos de ejército que avanzan combinados o los extremos de las columnas que retroceden para tomar posiciones defensivas.

#### Cambio de frente estratégico
Es una de las maniobras más importantes porque formando así el ejército una perpendicular con su propia base, se hace dueño de dos de los lados del teatro y se coloca desde luego en una situación casi tan favorable como si tuviera una base con dos Frentes.

#### Dobles frentes estratégicos
Sucede con frecuencia que un ejército se ve obligado a tener dobles frentes estratégicos
por lo siguiente:
- La configuración del Teatro de Guerra, y como ejemplos según Jomini la frontera de Turquía y España y los ejércitos que tratasen de pasar el Balcán o el Ebro se verían obligados a tener un doble frente, el turco para dar su frente al valle del Danubio y el segundo para atender a las fuerzas que pudieran destacarse de Zaragoza y de León
- Porque toda la línea de operaciones ofensiva prolongada exige que estén bien asegurados sus flancos y la defensa de un Frente Estratégico es uno de los más grandes inconvenientes para un ejército que opere a la ofensiva obligado a destacar grandes masas.

### Puntos estratégicos
Según Jomini, son puntos estratégicos los que pueden ejercer grande influencia, ya sea en toda la campaña, ya solo en un hecho de armas, como aquellos cuya situación geográfica y ventajas artificiales facilitarían el ataque o defensa de un frente de operaciones o de una línea de defensa y las grandes plazas de armas bien situadas.

### Líneas de operaciones
Son aquellas que el ejército recorre para ir de la base al punto objetivo y es más bien un conjunto de líneas y puede entenderse una media proporcional imaginaria entre todos los caminos recorridos realmente y un ejemplo, el de los Aliados en 1813 al marchar a Sajonia sus ejércitos formaban tres líneas de operaciones diferentes: 
- La del ejército de Bohemia que iba a Herzberg por Dresde a Leipzig
- La del ejército de Silesia que iba de Breslau a Leipzig
- La del ejército sueco, que se dirigía de Berlín por Desan al mismo punto

## Batalla estratégica
Para los que han estudiado las campañas de Gonzalo Fernández de Córdoba, "El Gran Capitán" caracterizadas por su sagacidad, tino maravilloso y tenaz perseverancia, con que luchando a brazo partido con la diosa "Fortuna", supo preparar sus victorias en Cerinola y otras, viéndose lo siguiente:
- Ordenada la batalla con preparación
- Es la verdadera batalla estratégica caracterizada por lo siguiente:
  - Calculada
  - Prevista
  - Forzosa
  - No fueron el choque brutal y ciego de 2 masas errantes
  - No fueron encuentros fortuitos.
- Fueron esas victorias el desenlace lógico, previsto de una situación militar creada y sostenidos por refuerzos y de ardidoso cálculo.

Por tanto una Batalla Estratégica se caracterizaba por lo siguiente:
- Prevista
- Preparada con un objetivo importante y decisivo
- Que fuera producto de meditadas combinaciones
- Que estuviese sometida a un plan anterior y estudiado
- Pero que sea flexible este Plan en el que pudieran caber modificaciones adventicias que los sucesos impongan.
- Que se tuviera muy en cuenta el terreno para adaptar a él la formación y las maniobras.
- Que el orden en conjunto presentase la debida trabazón, sin grandes claros o intersticios.
- Ofrecía al enemigo algún hueco para desorientar
- Que hubiera defensa y apoyo recíproco
- Que los flancos y la retaguardia estuvieran seguros
- Que las armas se auxiliasen y combinasen, sin embarazarse, sin mezclarse, sin entorpecerse en su acción.
- Que el orden se prestase con elasticidad a todo género de movimientos, sin que la derrota ni el desorden en un punto pudiera cundir y trastornar al resto.
- Que el paso de líneas o relevo se verificase sin confusión.
- Que el fuego de las "Reservas" se dilatase, conteniendo todas las impaciencias hasta el momento supremo.
- Que las impedimentas, parque, material, tren, equipajes no corriesen peligro, ni en caso de retirada embrollasen el movimiento ya de suyo angustioso y ocasional
- Que el ímpetu mismo del ataque se refrenara, contando con que la persecución había de ser

inmediata e implacable.

## Ruptura estratégica
La ruptura estratégica es el único ataque de frente posible, porque el ataque frontal sin ruptura de la línea de defensa enemiga no puede producir buenos resultados más en el caso de haber una verdadera desigualdad de fuerzas:
- La ruptura consiste en caer sobre el frente enemigo a modo de cuña para romperlo y una vez separado en varias partes batir cada una de ellas separadamente impidiendo que combinen sus esfuerzos
- Para que lo dicho tenga éxito es preciso que el atacante maniobre por líneas inferiores a fin de que una vez abierta la brecha el atacado se vea obligado a seguir direcciones divergentes, abriendo más y más la brecha
- Esta combinación debe emplearse cuando el enemigo se extienda sobre un frente estratégico excesivo
- En la batalla del Marne, la ruptura estratégica, con el avance general de las tropas aliadas, que debían llevar al interior de la misma al ejército británico y la 5º francés con elementos superiores a los de los cuerpos de jinetes del Kaiser que se produjo en su línea, no pudo remediarse con los triunfos tácticos que obtuvieron los ejércitos imperiales del centro y la derecha, porque el dispositivo francés se deformó sin llegar a romperse mientras se hacía cada vez mayor la brecha existente en el de los germanos, y la retirada alemana la única solución.

La ruptura estratégica solo debe tener lugar cuando lo recomienden los desaciertos del enemigo y es más aconsejable el ataque al flanco que lleva consigo la ventaja de obligar a tomar nuevas posiciones y amenazar las comunicaciones del atacado, y es el ataque de flanco el germen del movimiento envolvente que consiste en la prolongación del ataque sobre una de las alas, desbordando el flanco atacado y cortando la línea de retirada del adversario ( como la Batalla de Tannenberg (1914), en la Primera Guerra Mundial, en la que inmortalizó su nombre Paul von Hindenburg).